# Chaussée portugaise

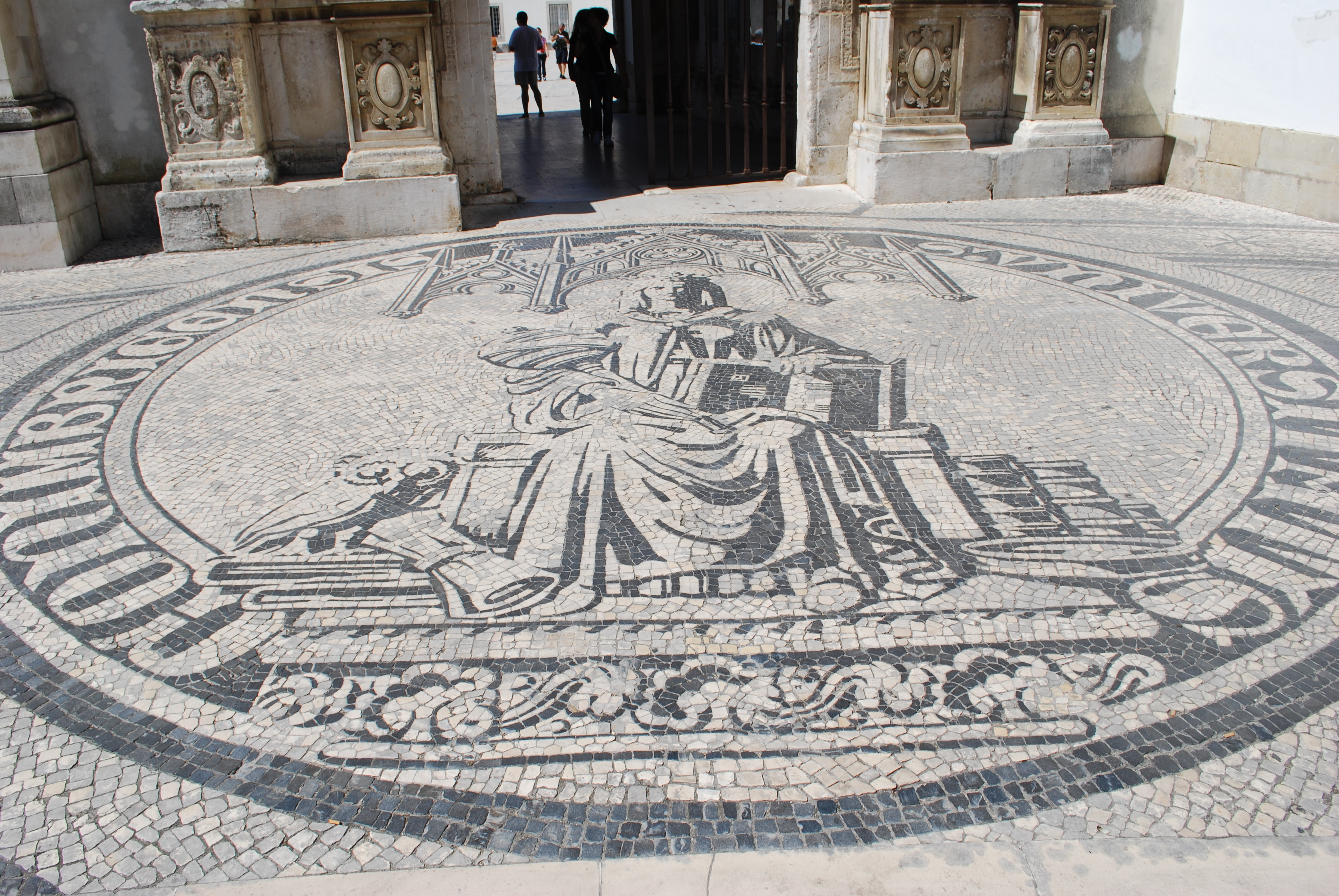
chaussée portugaise : image du sceau de l'Université de Coimbra, au Portugal, représentant la Sagesse

La chaussée portugaise (connue en portugais sous le nom de calçada portuguesa) est un pavement traditionnel utilisé pour de nombreuses zones piétonnes au Portugal. 

## Histoire
1. pavements irréguliers, considérés comme le style le plus ancien ;
2. pavement concassé, similaire mais avec plus d'espaces entre les pierres ;
3. style classique, avec une diagonale principale et une secondaire, toutes deux à 45 degrés par rapport au trottoir et/ou au mur adjacent ;
4. pavement linéaire, avec des pierres alignées en files parallèles ;
5. pavement circulaire ;
6. pavement hexagonal ;
7. pavé artistique, aux formes spécifiques et/ou aux pierres très contrastées ;
8. grand motif en vagues ;
9. éventails segmentés ;
10. éventails florentins ;
11. queues de paon ;
12. queues de paon moins régulières.

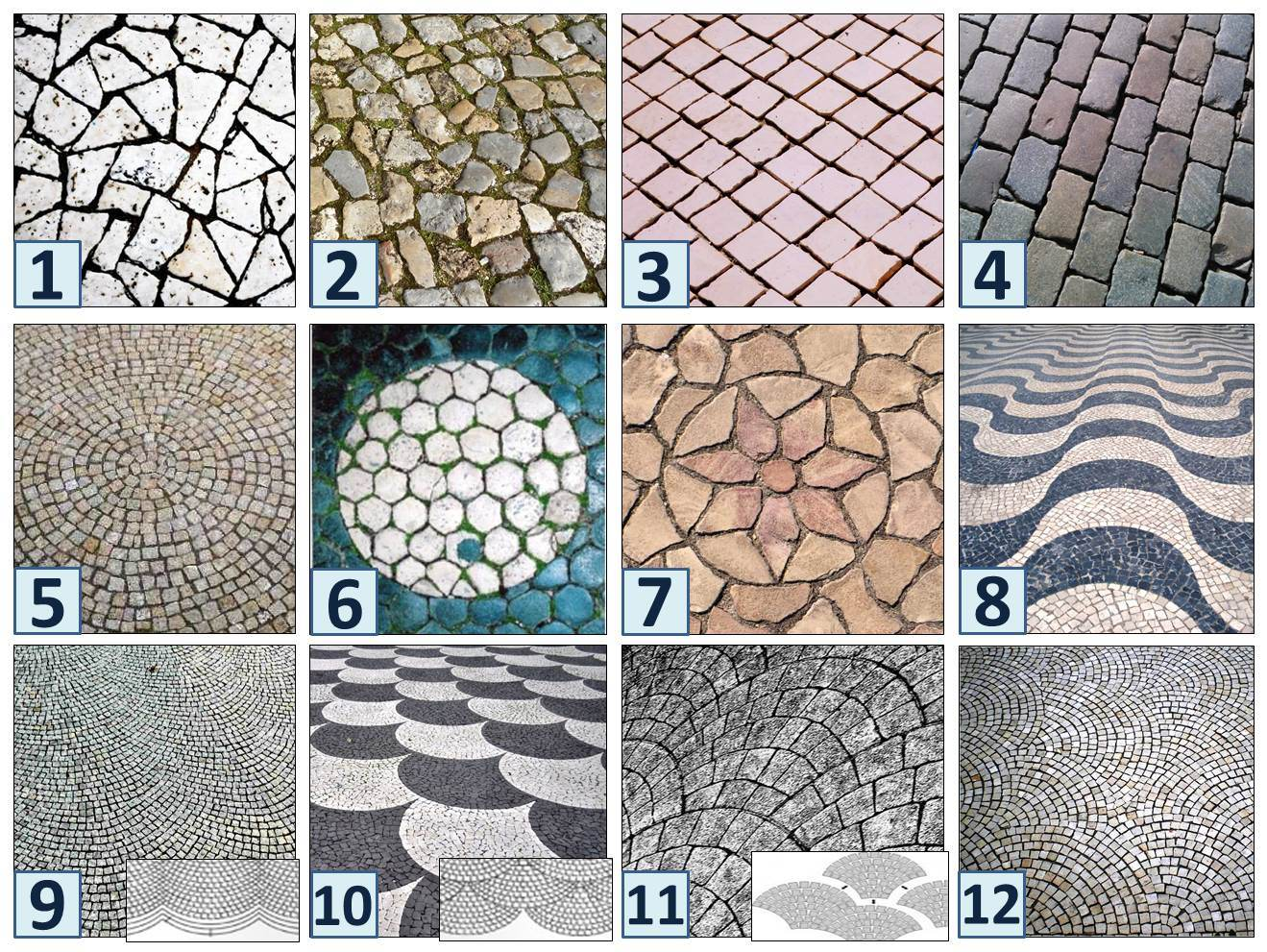
Divers styles de chaussée portugaise :

Sous sa forme actuelle, la chaussée portugaise a été utilisée pour la première fois à Lisbonne de 1840 à 1846, lors des réparations du château de São Jorge dirigées par le général et ingénieur Eusebio Pinheiro Furtado (pt).
En 1848, Pinheiro fut chargé de la rénovation de la place Rossio, qu'il pava d'un motif de vagues en hommage à la traversée de la mer par les marins portugais. À partir de ce moment-là, la calçada a commencé à se répandre dans les rues de Lisbonne et du Portugal dans son ensemble. La plupart des motifs et des modèles tournaient autour de la mer et de l'exploration maritime. La chaussée portugaise est rapidement devenu un symbole de la culture et de l'identité portugaises, se répandant également à l'étranger dans les colonies portugaises.
Le chaussée portugaise s'est répandue en Espagne à la fin du XIXe siècle. C'est notamment le cas à Barcelone en 1896, où elle a été utilisée pour paver les côtés de la promenade Lluís Companys (es), avec des extensions ultérieures en 1909 et 1917-1920.
Ce n'est qu'en 1905 que la chaussée portugaise a été utilisée pour la première fois au Brésil, dans la ville de Manaus. Belo Horizonte a emboîté le pas, puis Rio de Janeiro. Là, le maire Francisco Pereira Passos a été un ardent promoteur de la mise en œuvre de la calçada dans le cadre du plan de rénovation urbaine de la ville. Elle a ensuite été adoptée lors de la refonte de l'avenue Rio Branco, en important des calçadas, des dessins et même des pierres du Portugal. Les matériaux de construction restants étaient destinés à la nouvelle avenue Atlântica (pt), avec son motif ondulé emblématique. Les chaussées portugaises ont alors commencé à proliférer à travers Rio.
Dans les années 1940, la calçada portugaise a commencé à évoluer en accord avec les principes du style international, développant des motifs géométriques abstraits. Au Brésil, ce revêtement a été utilisé dans de nombreux projets dirigés par des architectes modernistes, dans lesquels ils ont mélangé des matériaux et des techniques traditionnelles comme la calçada avec un design contemporain. Roberto Burle Marx l'a appliqué à plusieurs de ses œuvres et l'a conservé lors de la refonte de Copacabana dans les années 1970.

## Avenir

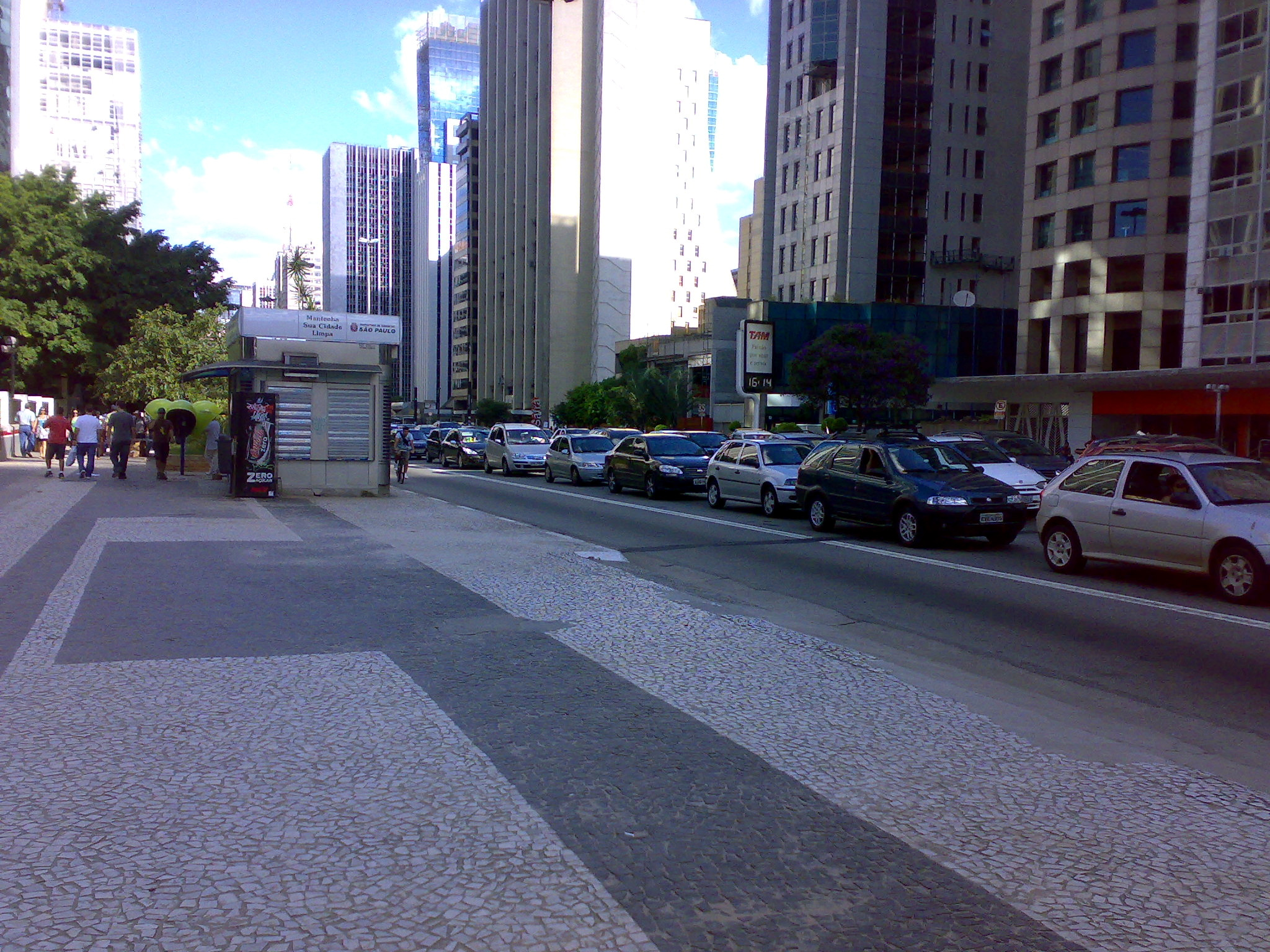
Chaussée portugaise de l'avenue Paulista, São Paulo en 2008. Cette section a depuis été remplacée par des trottoirs en béton. La chaussée traditionnelle portugaise a progressivement disparu du paysage urbain dans le cadre des réformes urbaines.

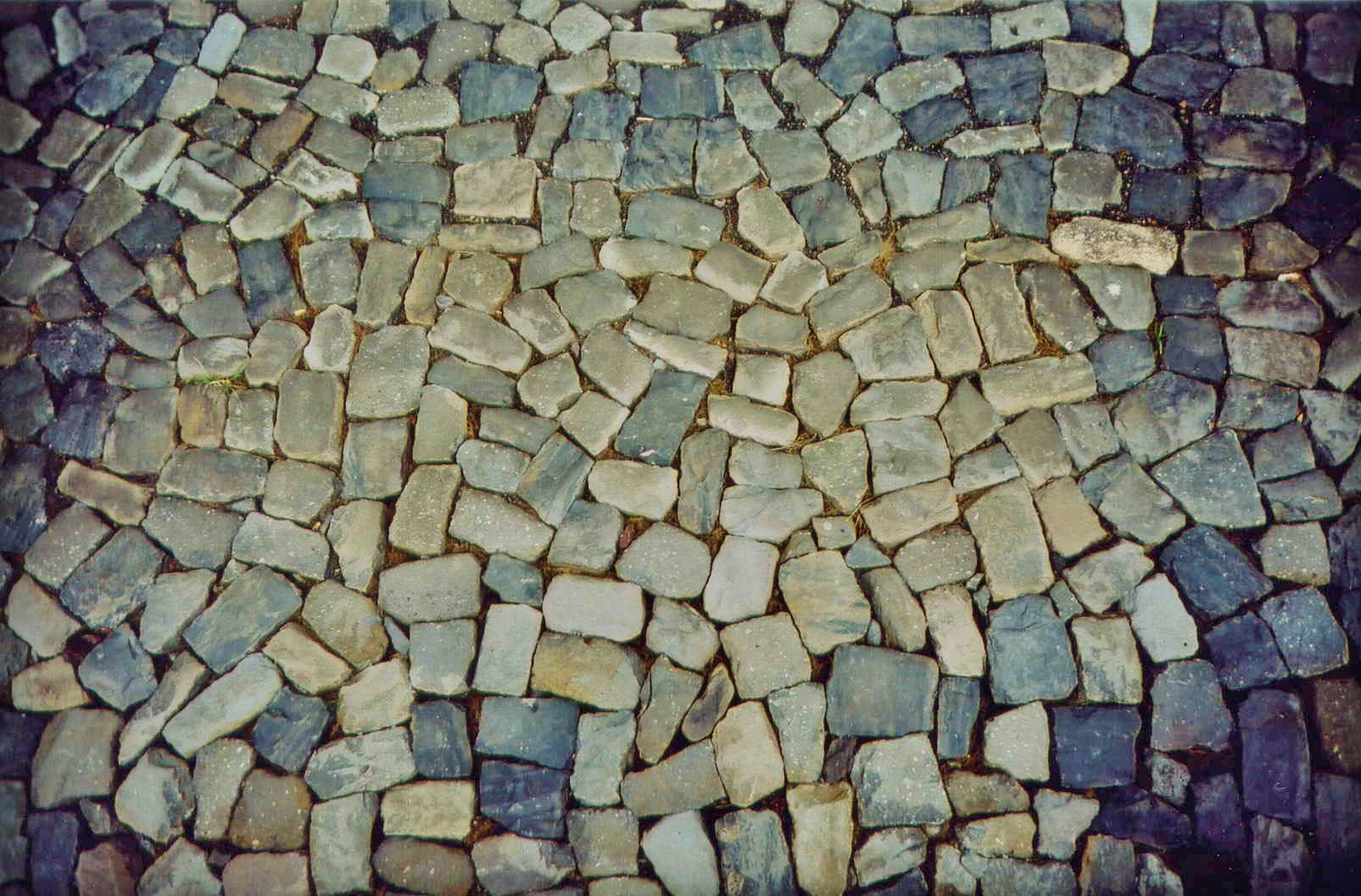
Calçada

Malgré sa valeur historique et culturelle, ce type de chaussée suscite ces derniers temps des inquiétudes, notamment en ce qui concerne son accessibilité. Les chaussées portugaises sont réputées pour être particulièrement glissantes. Cette condition est aggravée par l'usure naturelle ainsi que par les conditions pluvieuses, ces dernières permettant également la formation de flaques d'eau dans les sections plus concaves et usées. D’autres inconvénients incluent la propension des mauvaises herbes et de la mousse à se former dans ses fissures. Le détachement des pierres est également un problème important. Ainsi, les trottoirs recouverts de ce type de revêtement nécessitent un entretien et des réparations constants afin d'éviter que les piétons ne trébuchent. Ces caractéristiques ont souvent rendu le transport des personnes âgées, des personnes en fauteuil roulant, des femmes enceintes et des bébés en poussette particulièrement difficile. La chaussée portugaise est également particulièrement agressive pour certains types de chaussures.
Au Portugal, Porto a entièrement remplacé la chaussée traditionnel de son centre-ville par des blocs de granit en 2005.
São Paulo a presque entièrement remplacé les chaussées portugaises de l'avenue Paulista par un type de revêtement en béton moins cher et plus régulier depuis 2007.

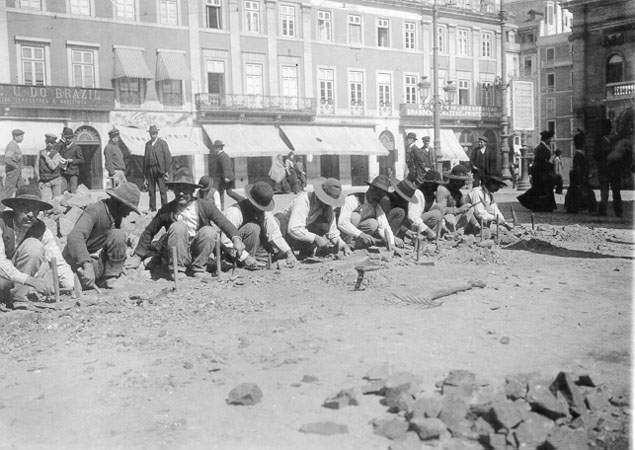
Calceteiros travaillant à Lisbonne, 1907

On le trouve également autour du bâtiment Asunción Super Centro à Asunción, au Paraguay.

## Technique

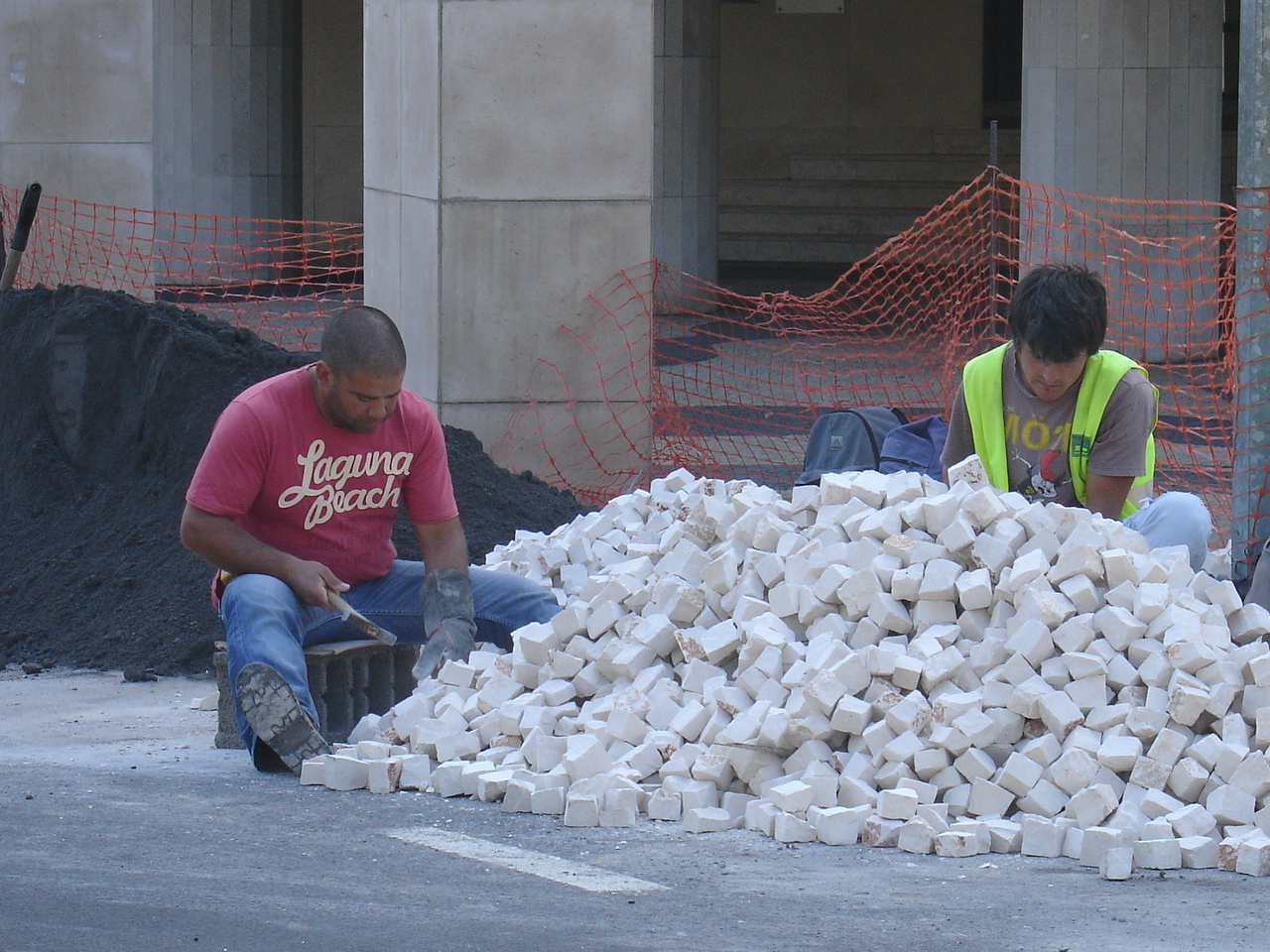
1. Préparation des pierres
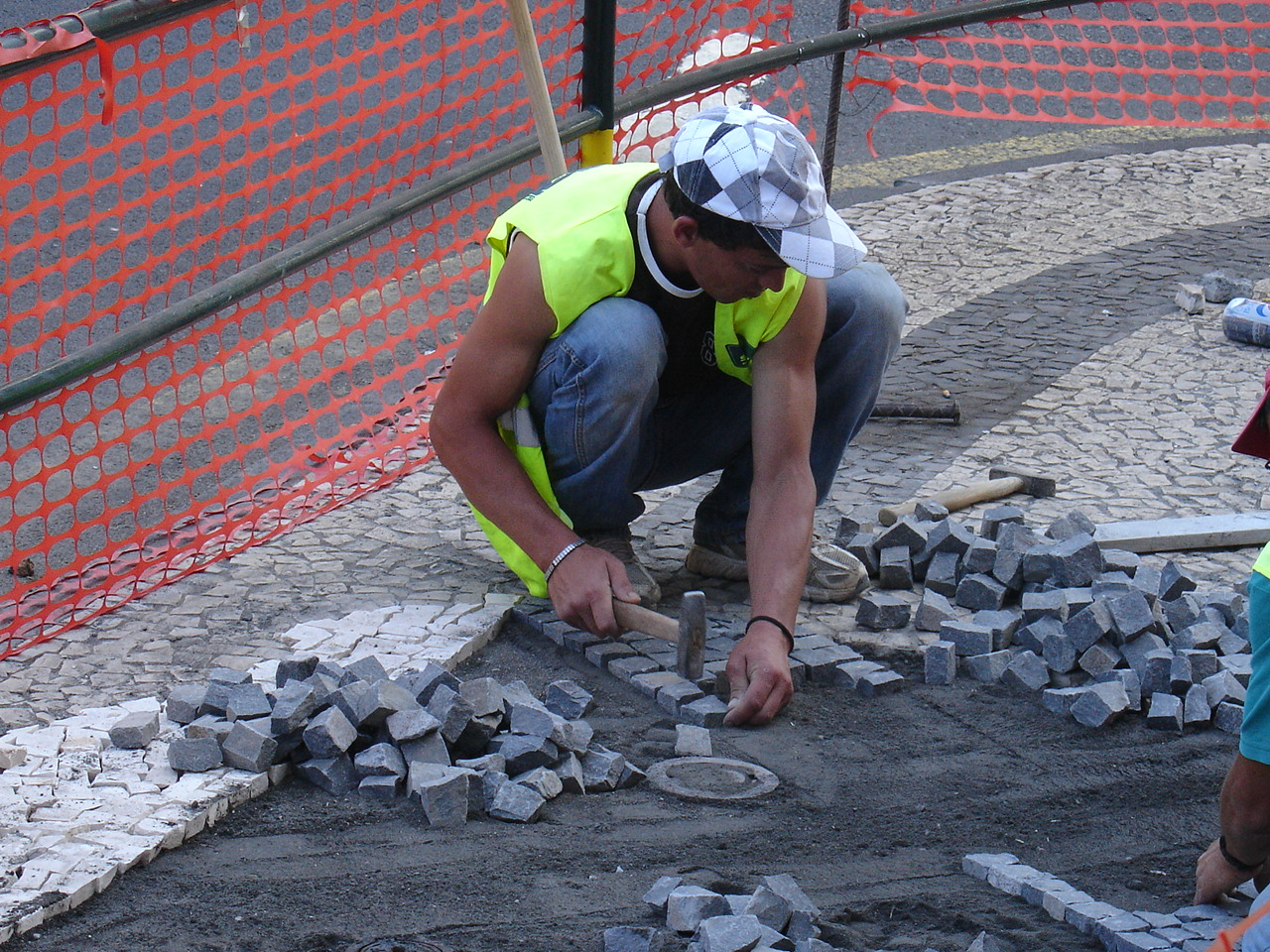
2. Placement manuel
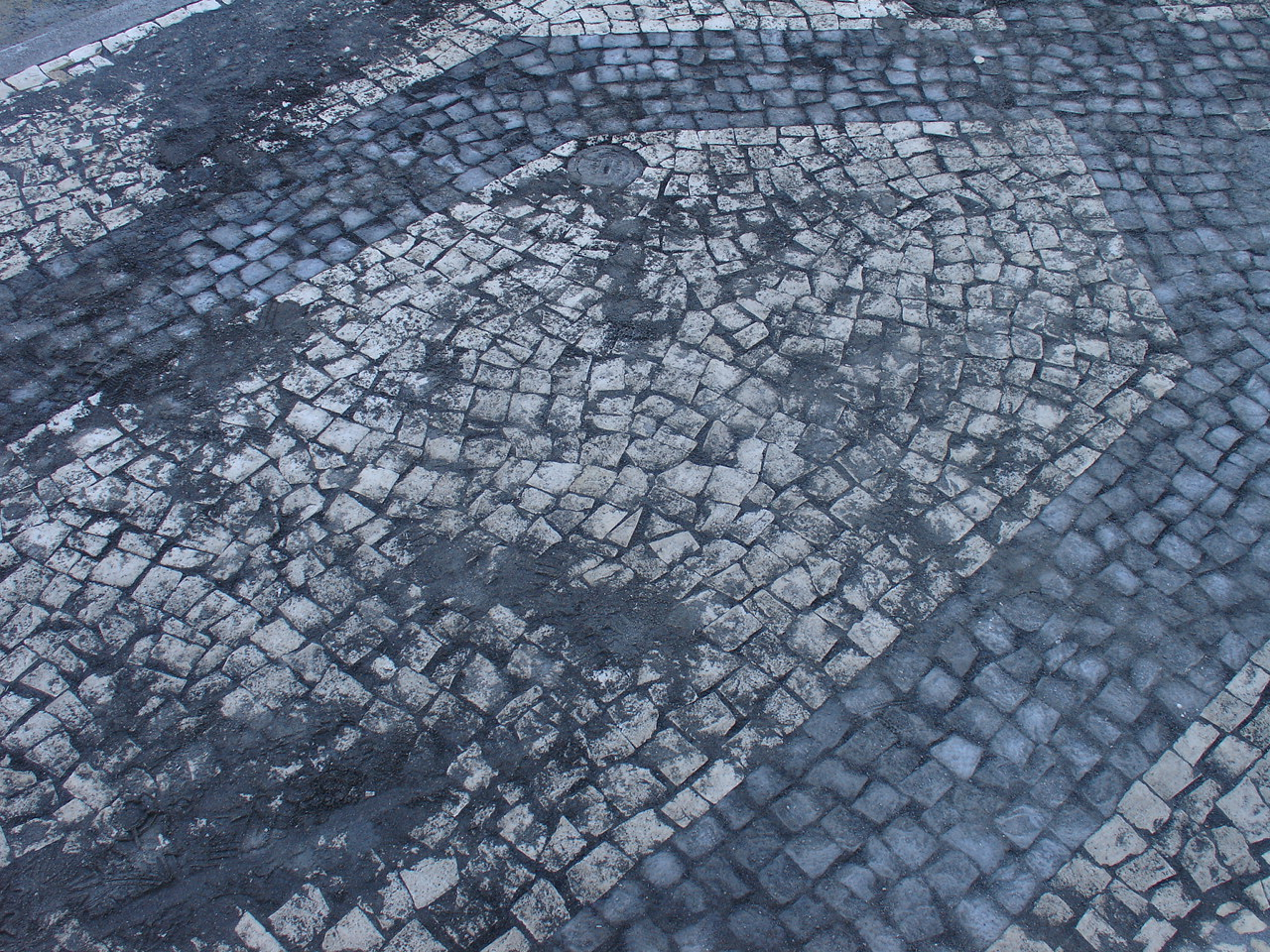
3. Mélange de ciment répandu sur la chaussée
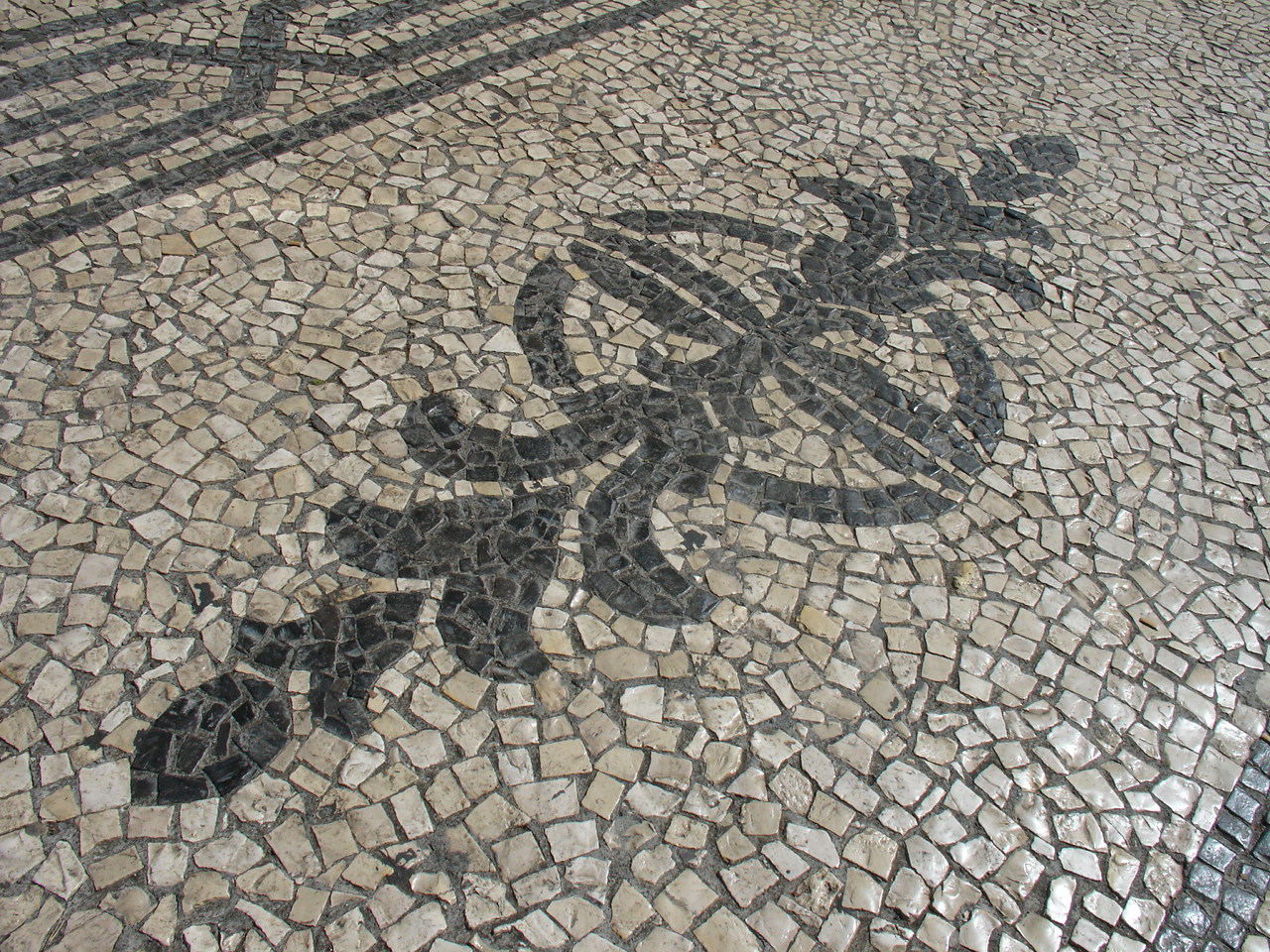
4. Produit final

## La calçada comme forme d'art

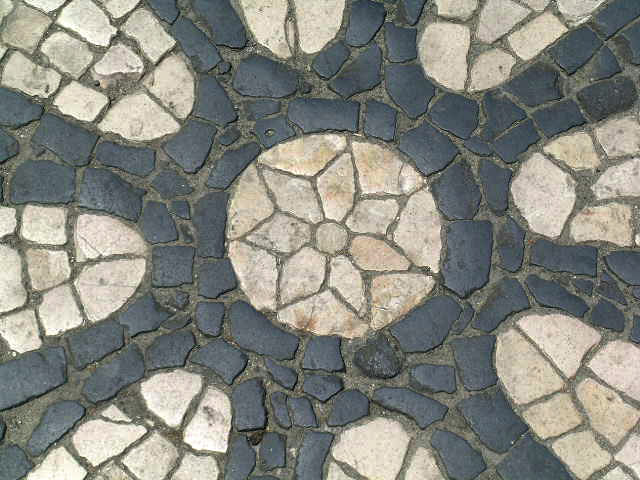
Étoiles à Lisbonne
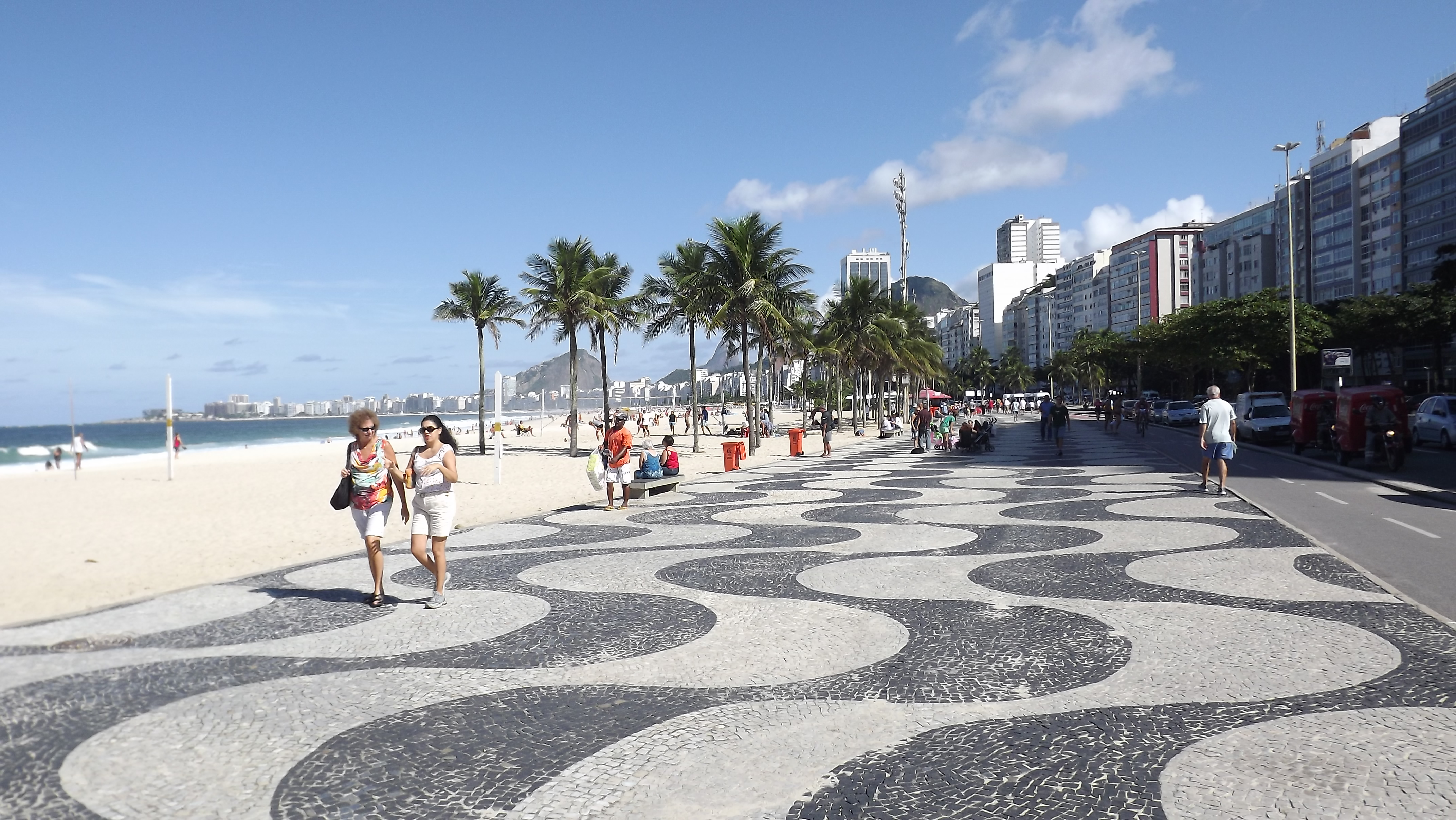
Pavé portugais sur la plage de Copacabana, Rio de Janeiro
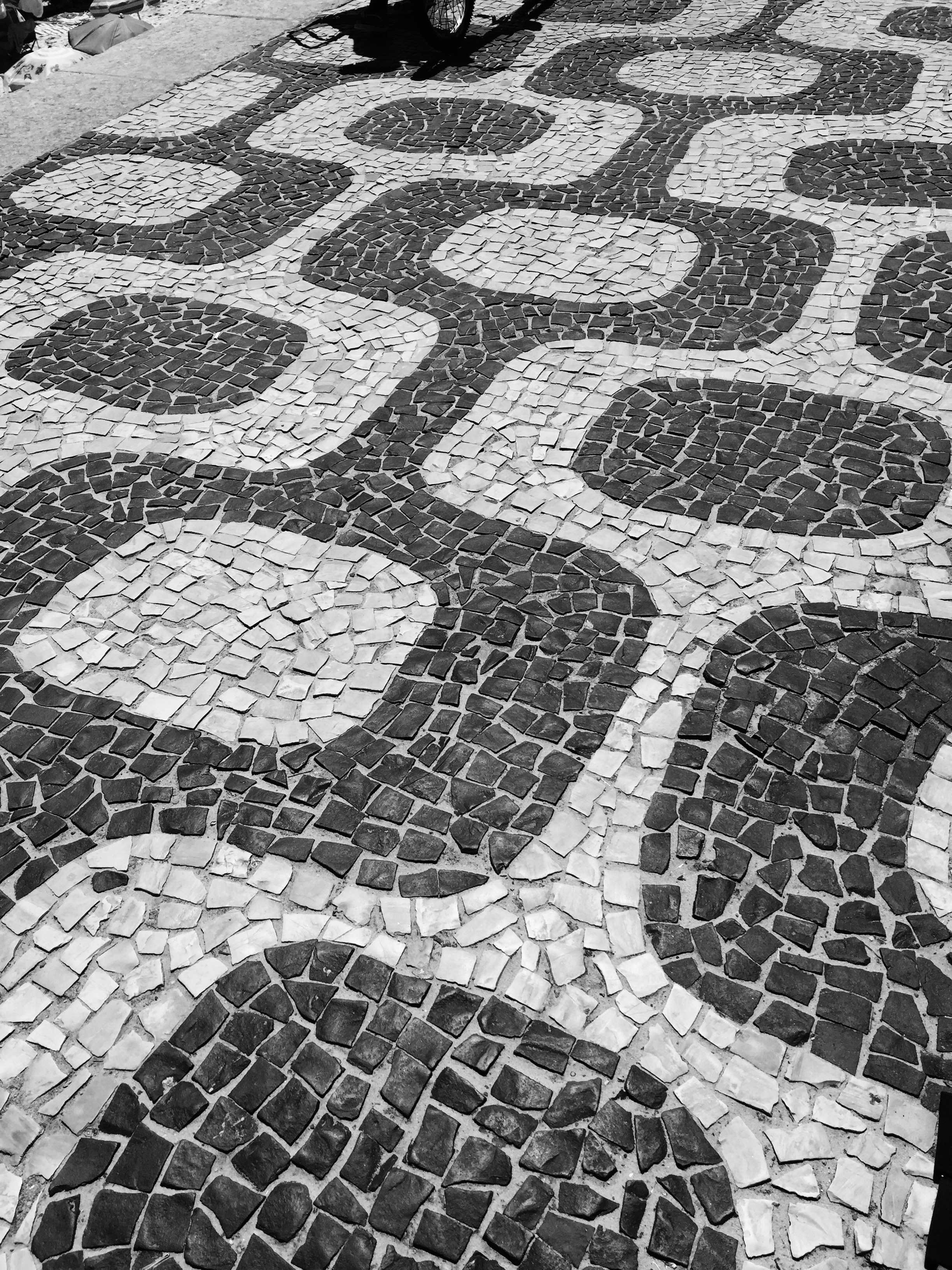
Chaussée à Ipanema, Rio de Janeiro
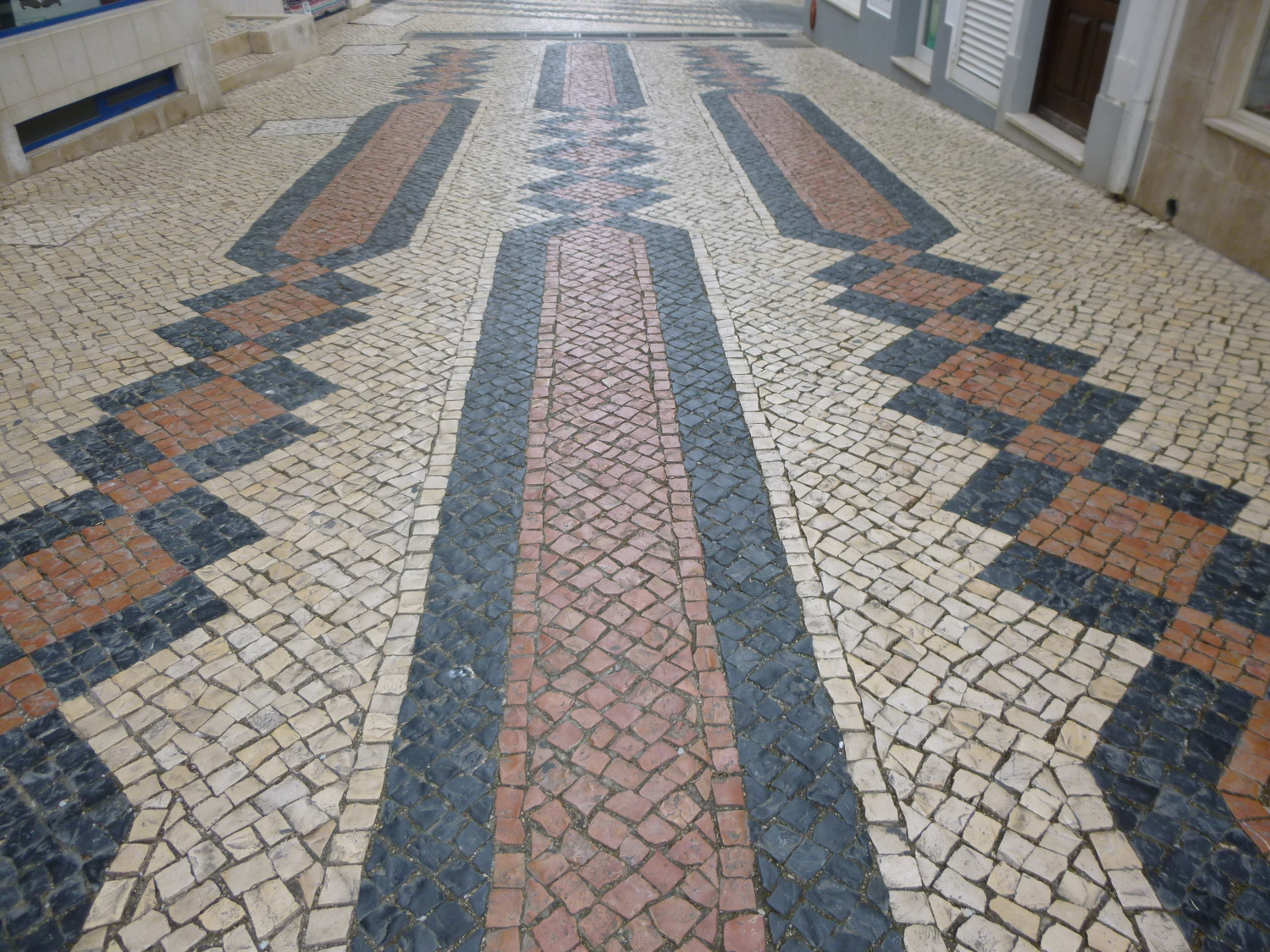
Lagos en Algarve
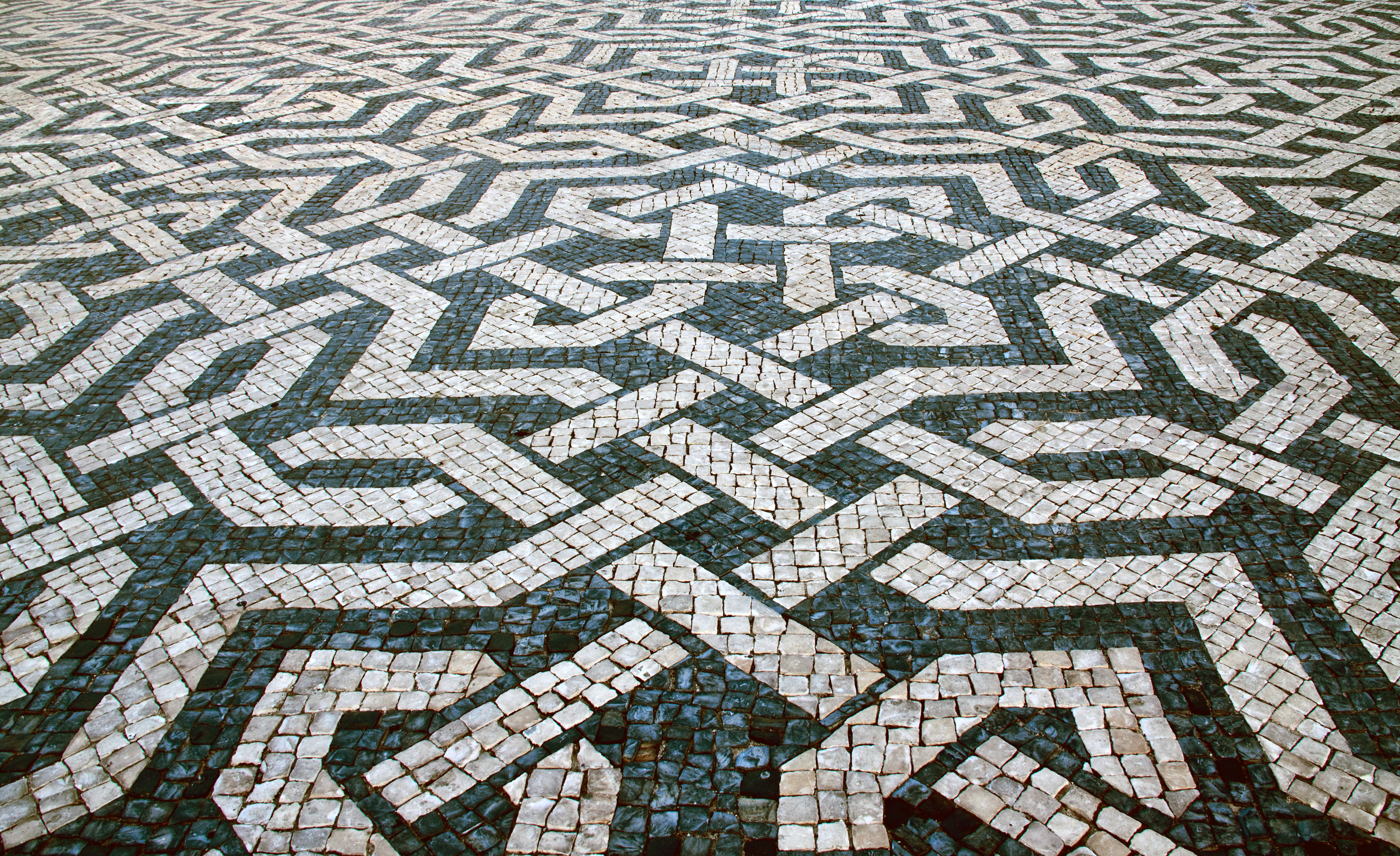
Praça dos Restauradores, Lisbonne
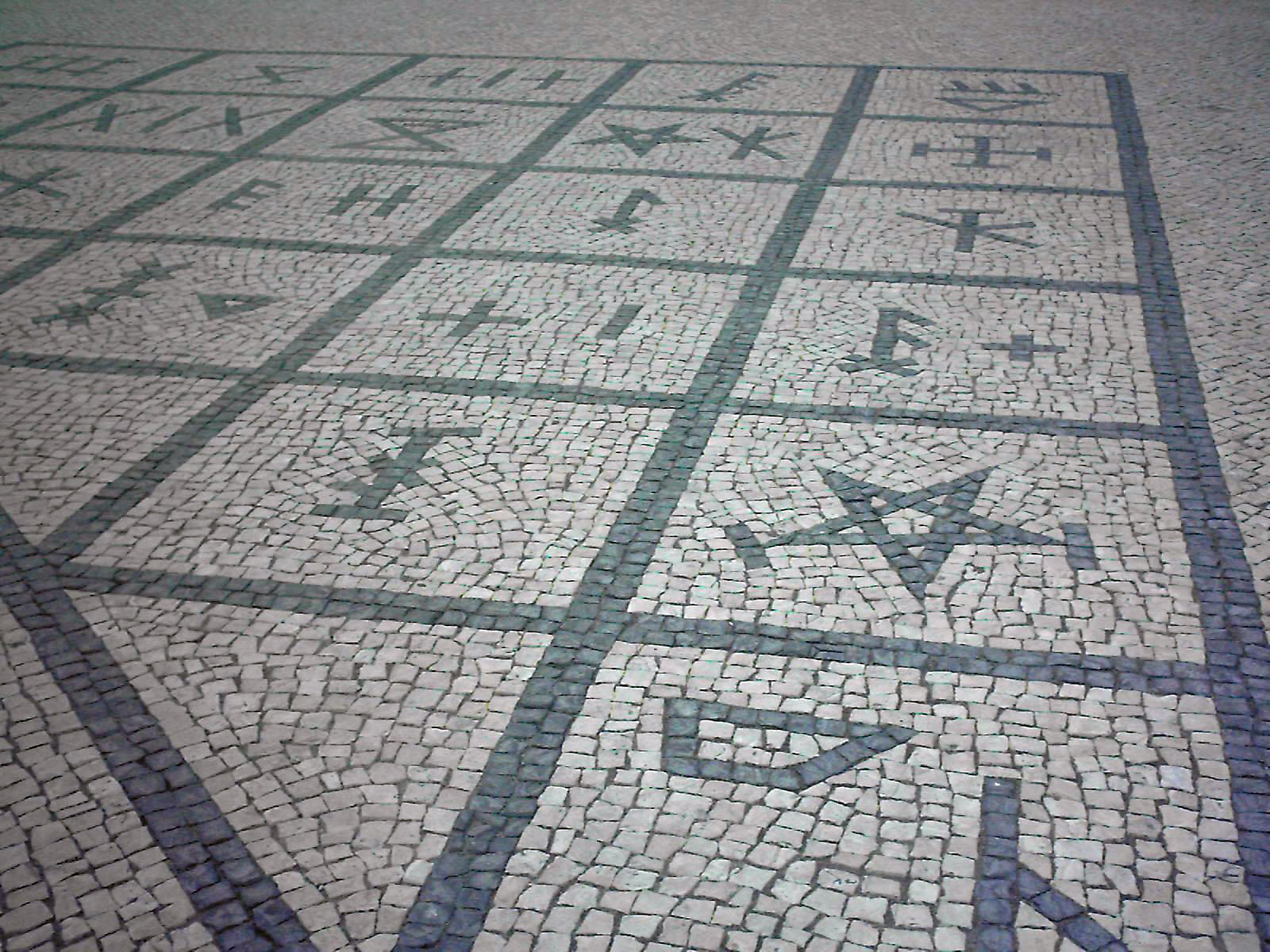
Les runes de Póvoa de Varzim sur la Praça do Almada
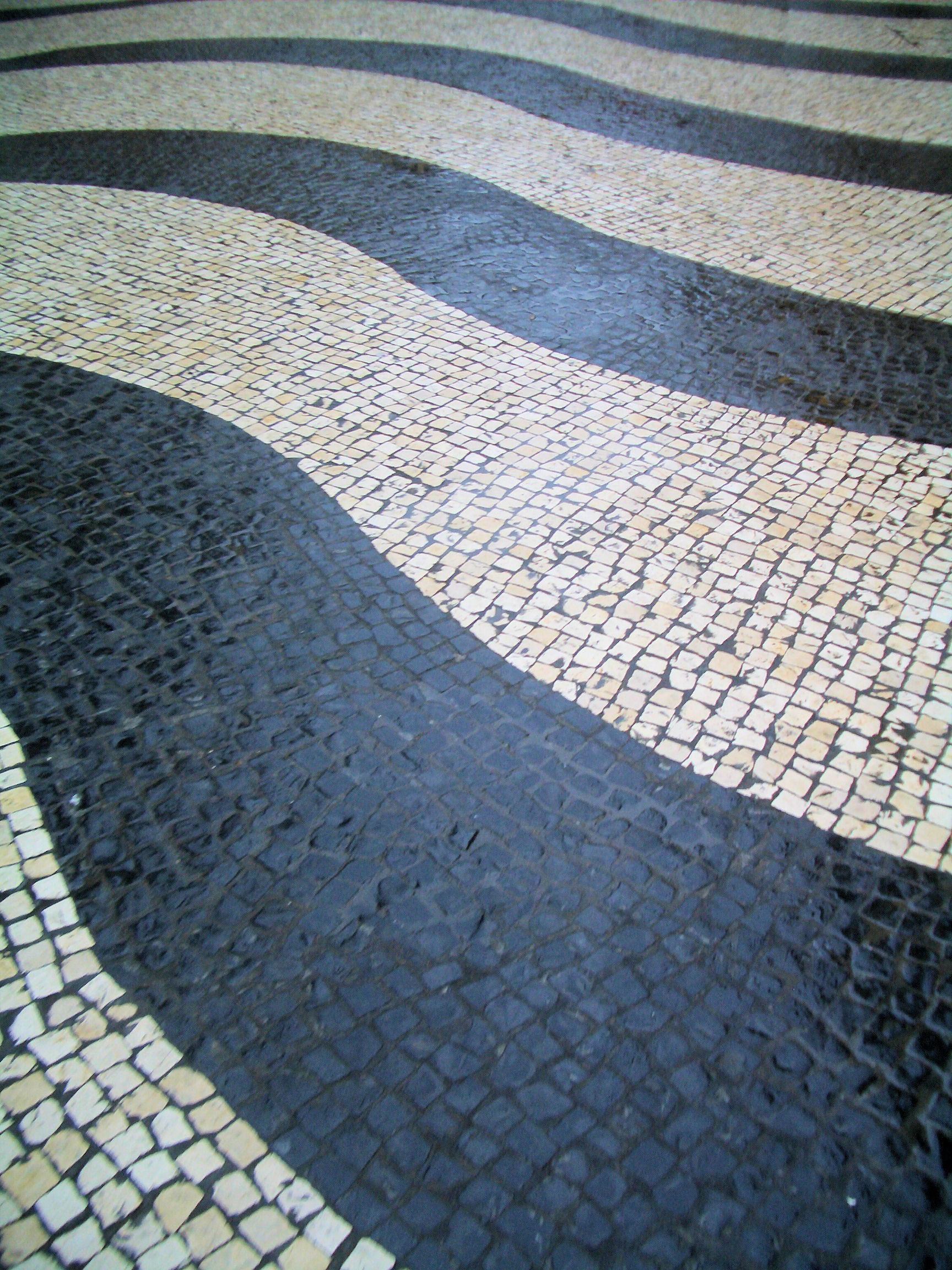
Le motif carrelé distinctif de la place Senado (en) à Macao
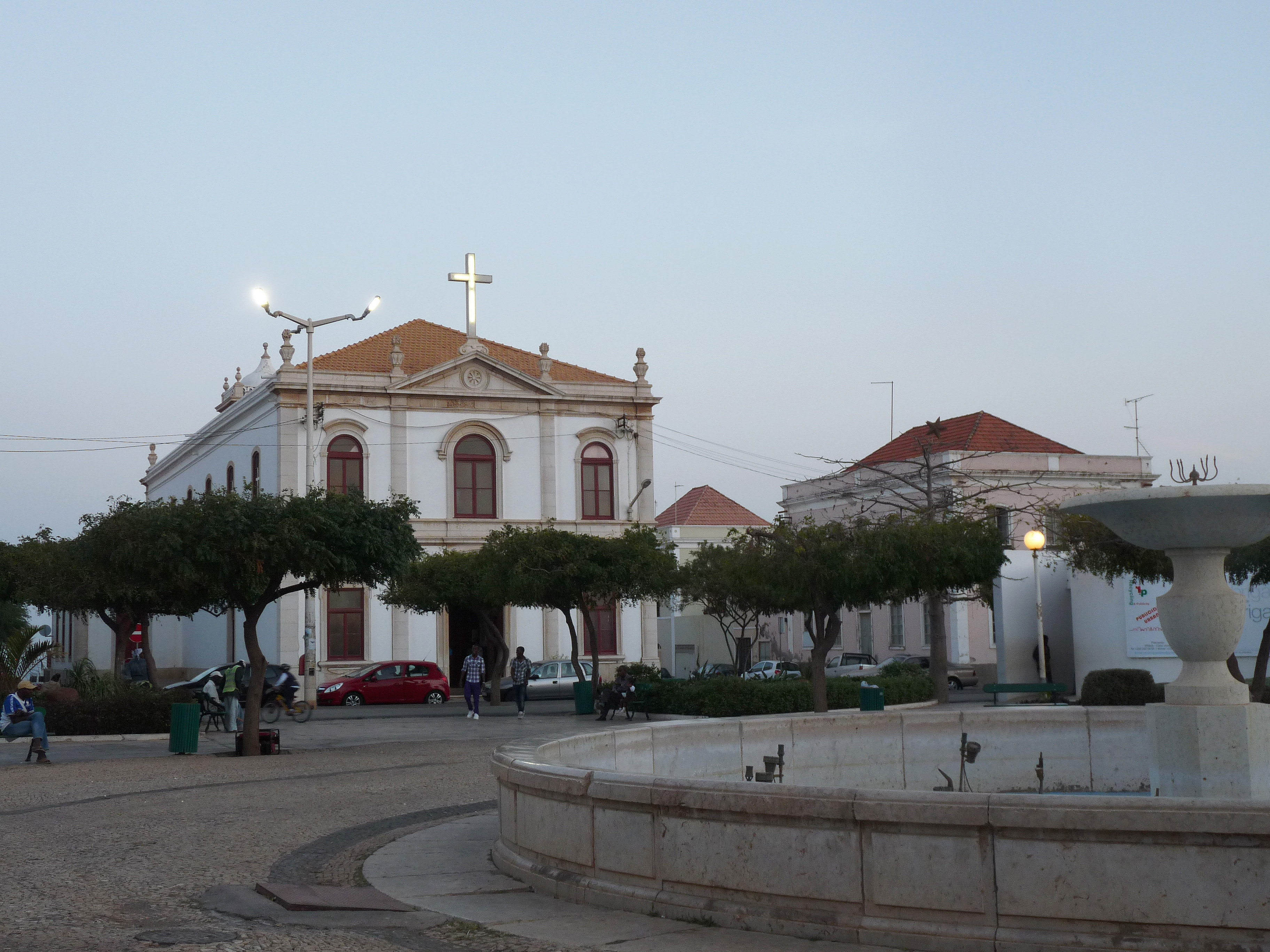
Igreja de Nossa Senhora da Graça, Praia, Cap-Vert
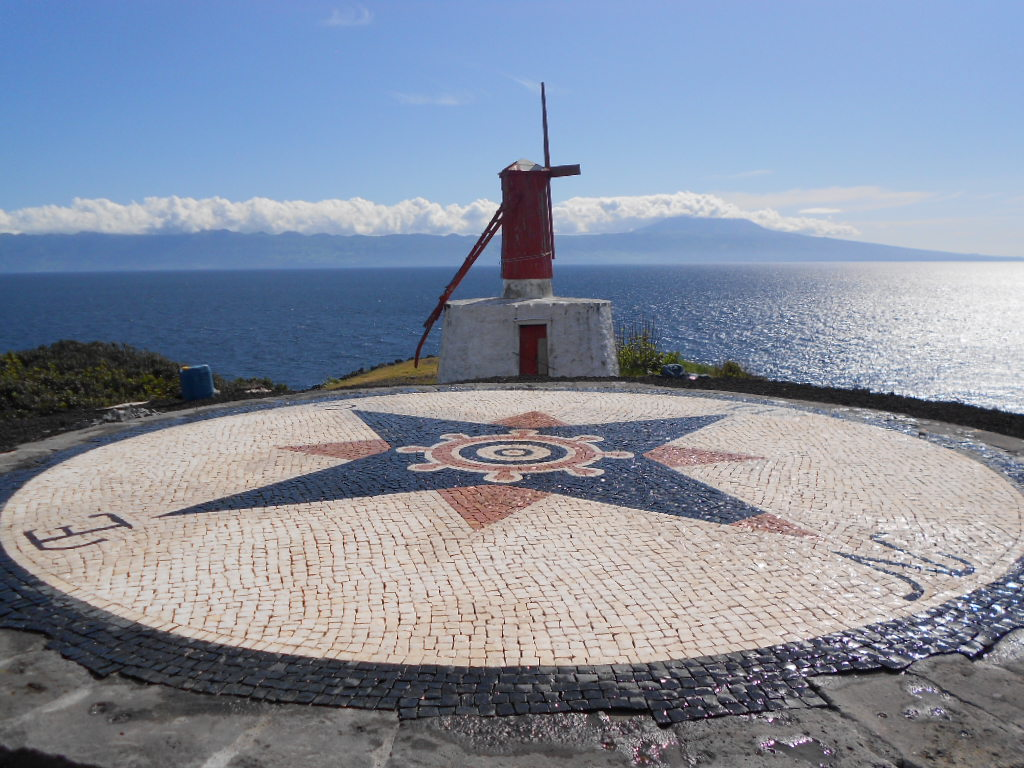
Rose des vents représentée à São Jorge, Açores
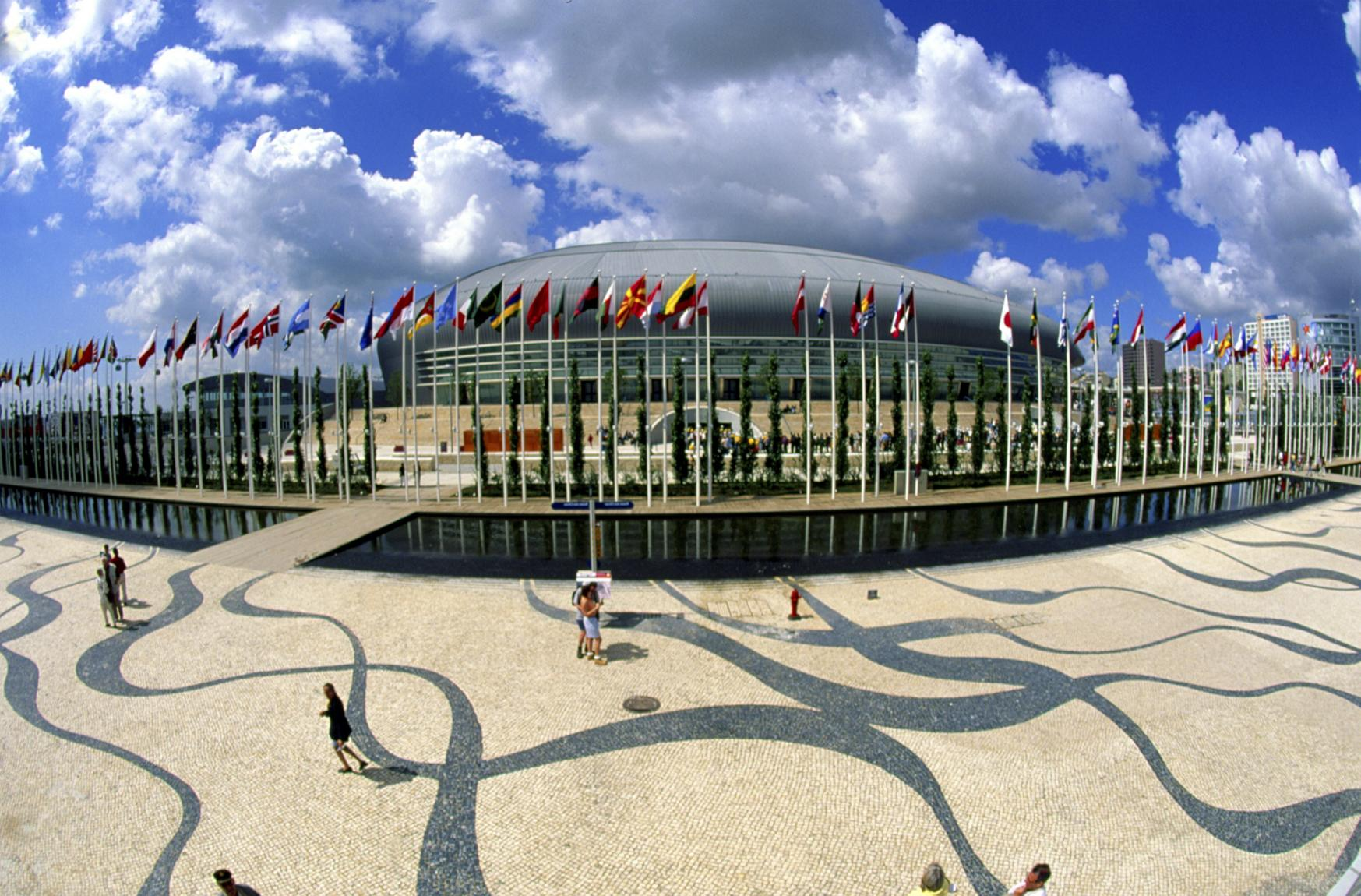
Chaussée portugaise près du Pavilhão Atlântico au Parque das Nações, Lisbonne, Portugal
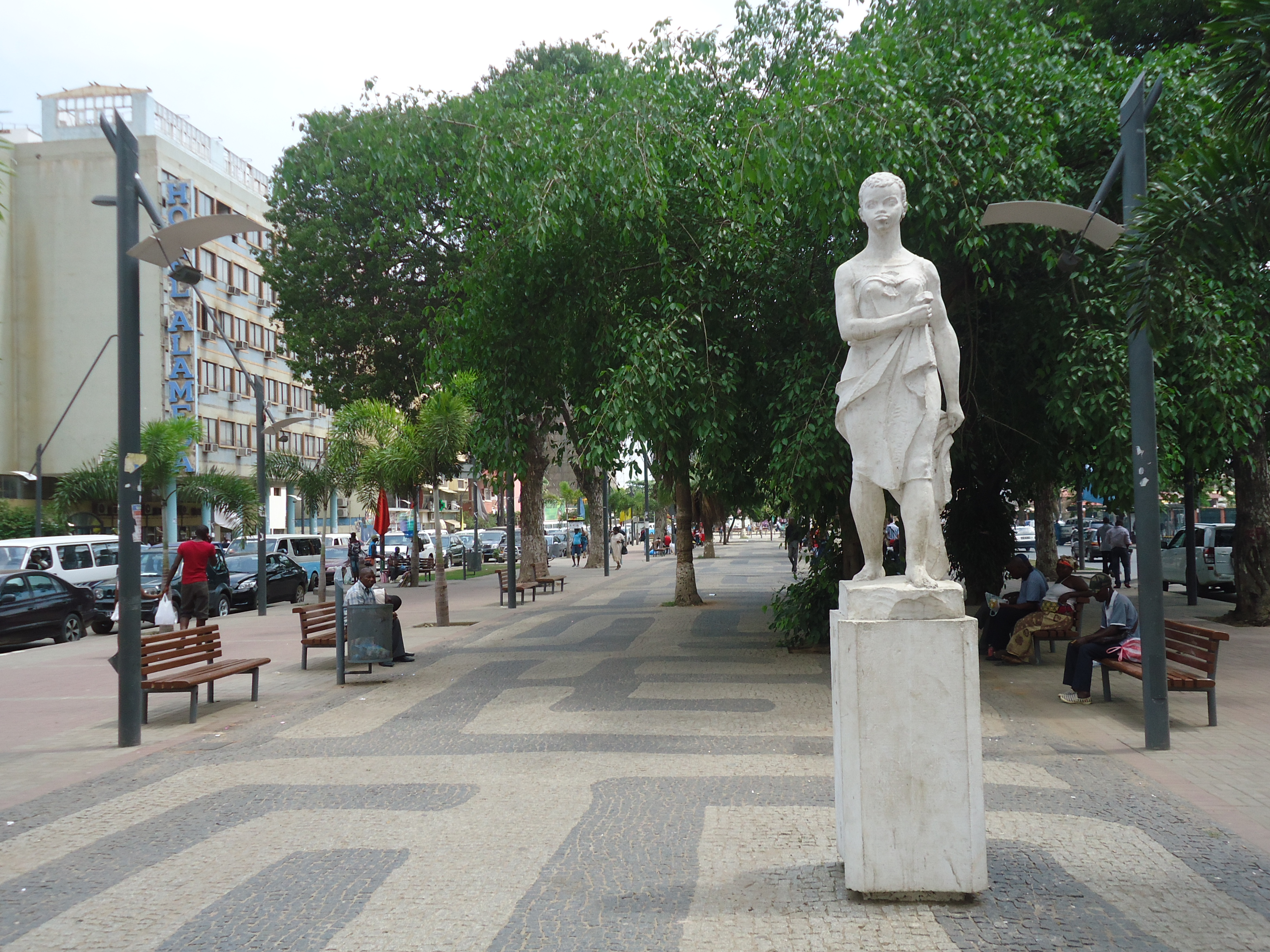
Chaussée portugaise à Alameda Manuel Van Dunen, Luanda, Angola
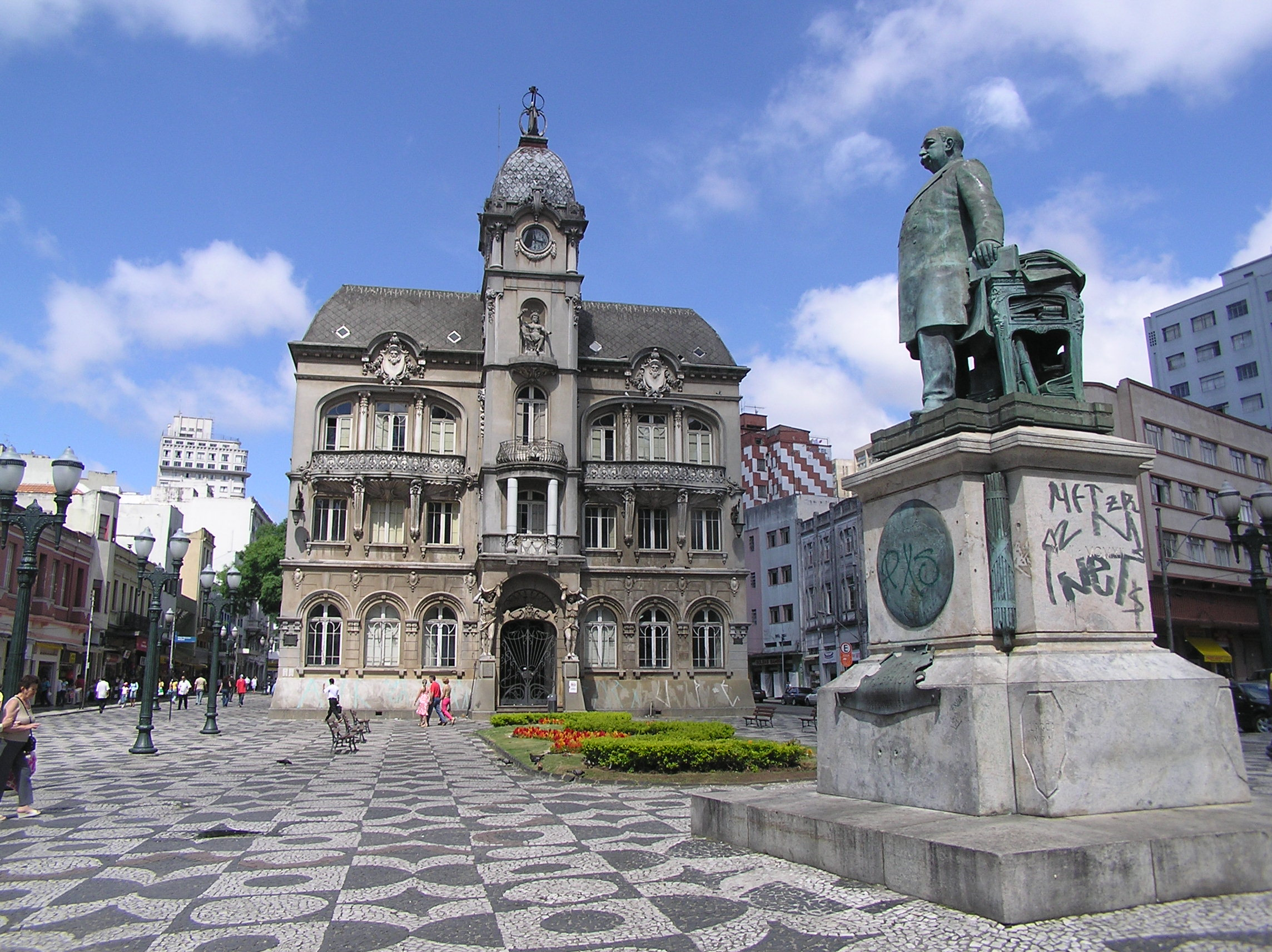
Pavé portugais sur la place Generoso Marques, Curitiba, Brésil
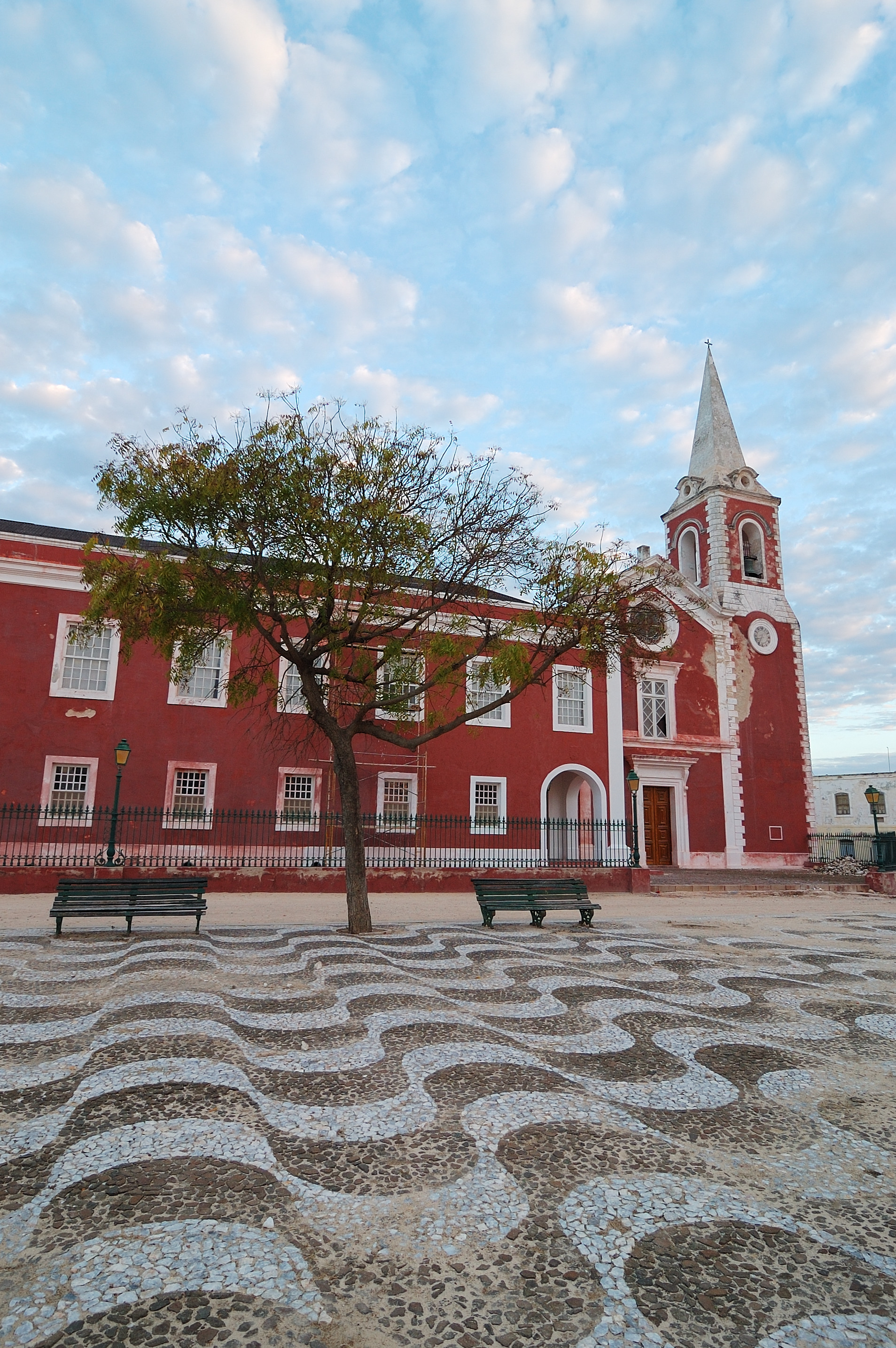
Île de Mozambique
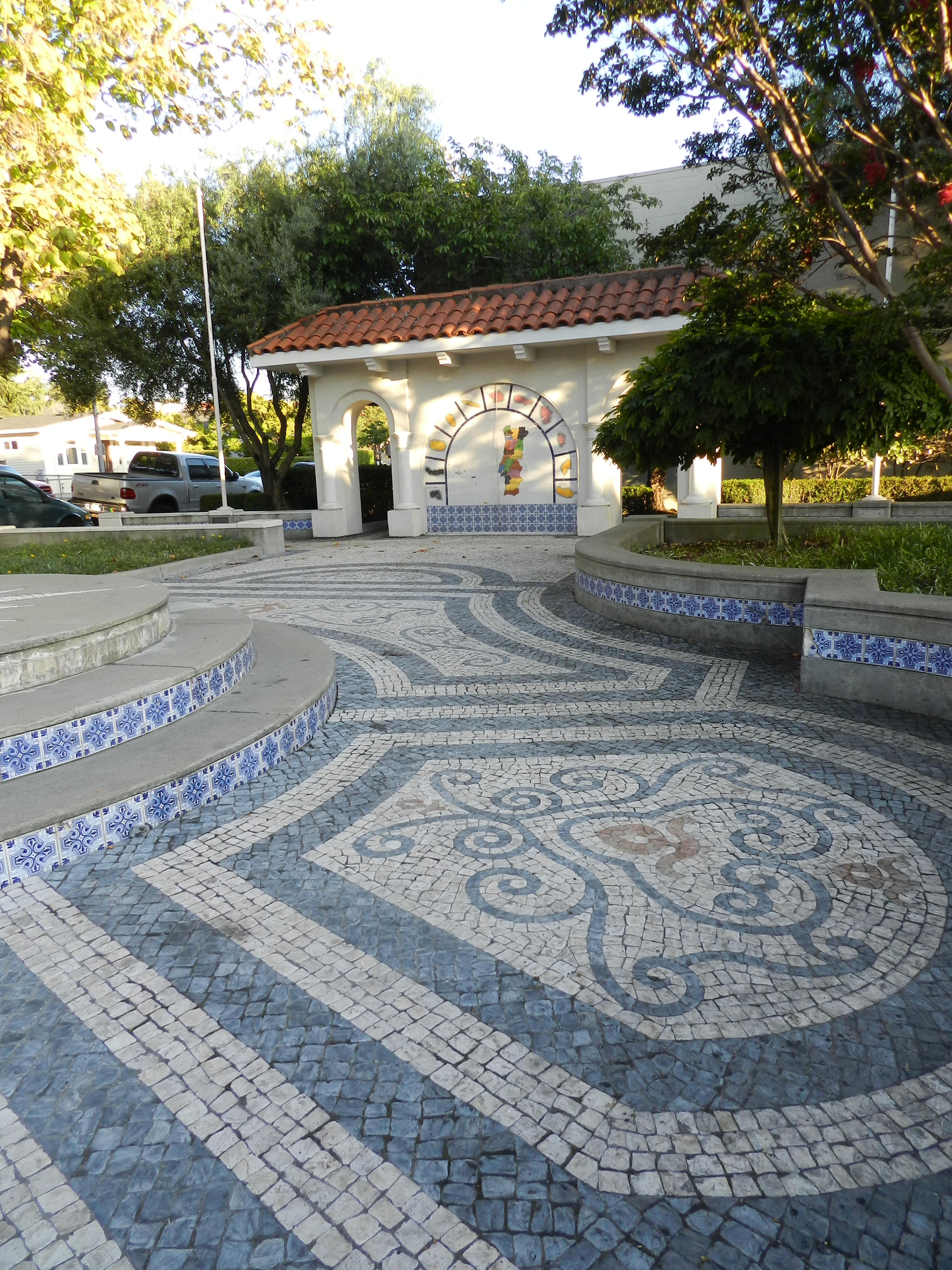
Parc du Centenaire portugais, Hayward, États-Unis
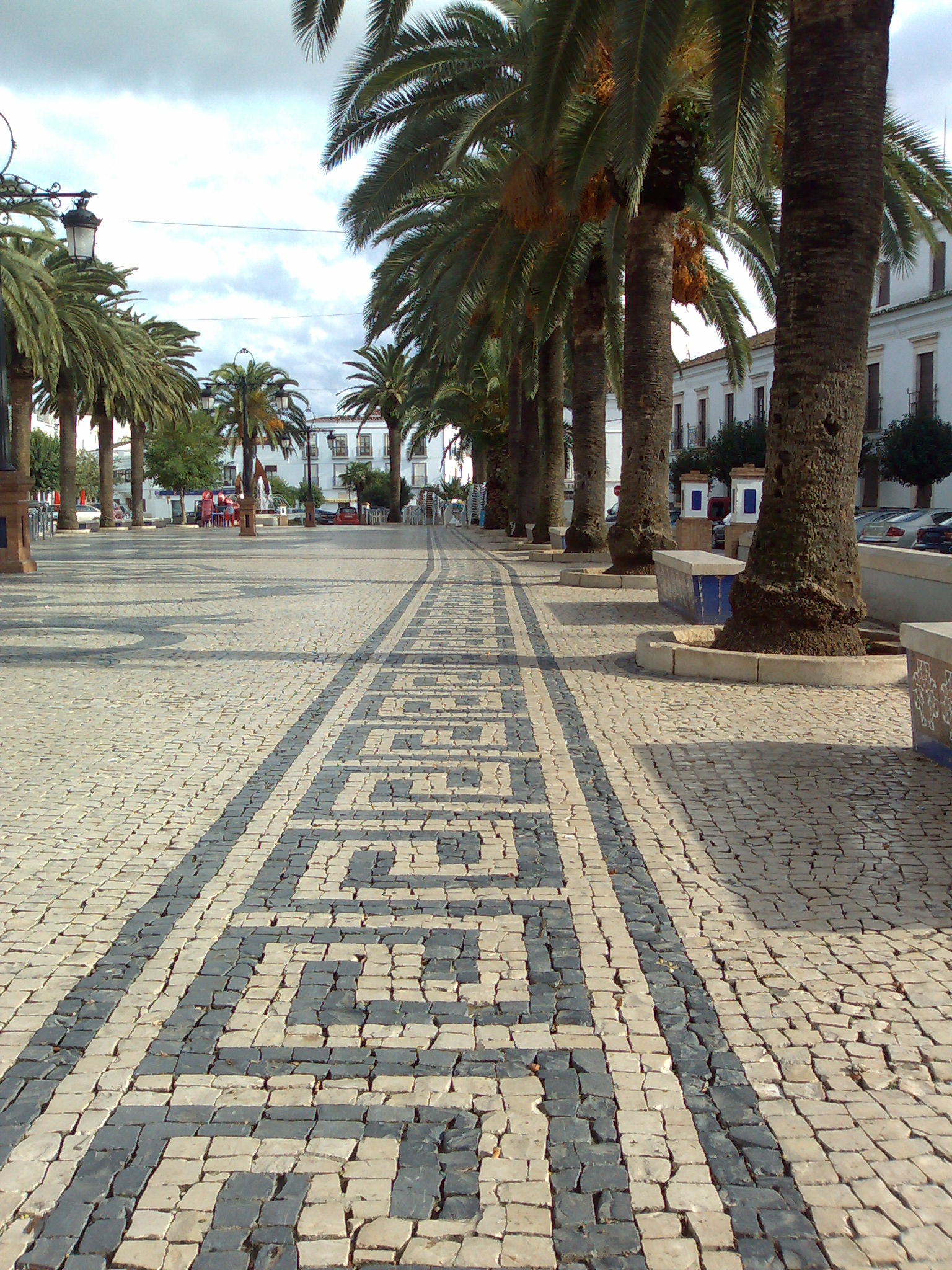
Place d'Espagne, Olivença
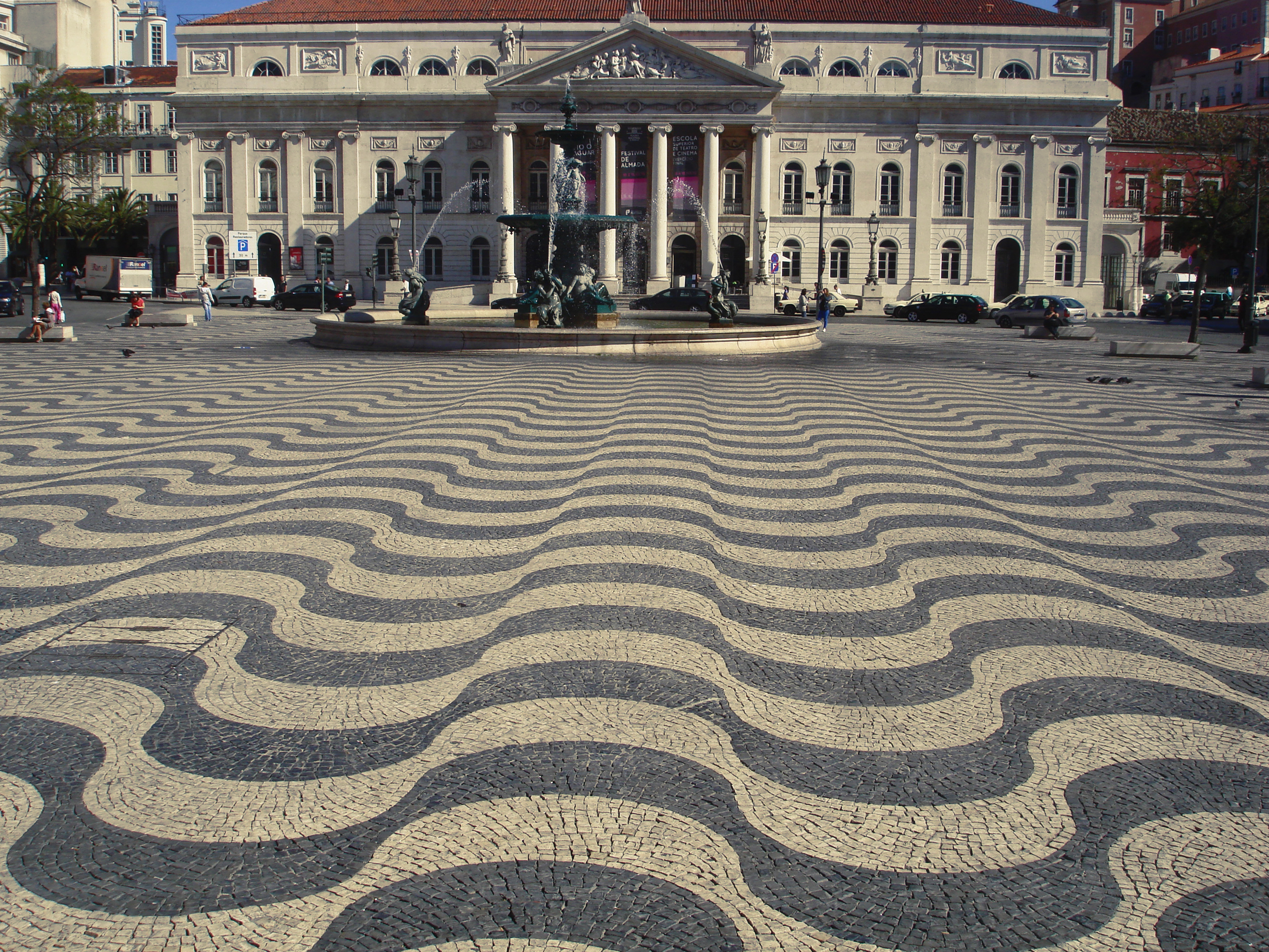
Trottoir sur la place Rossio, Lisbonne
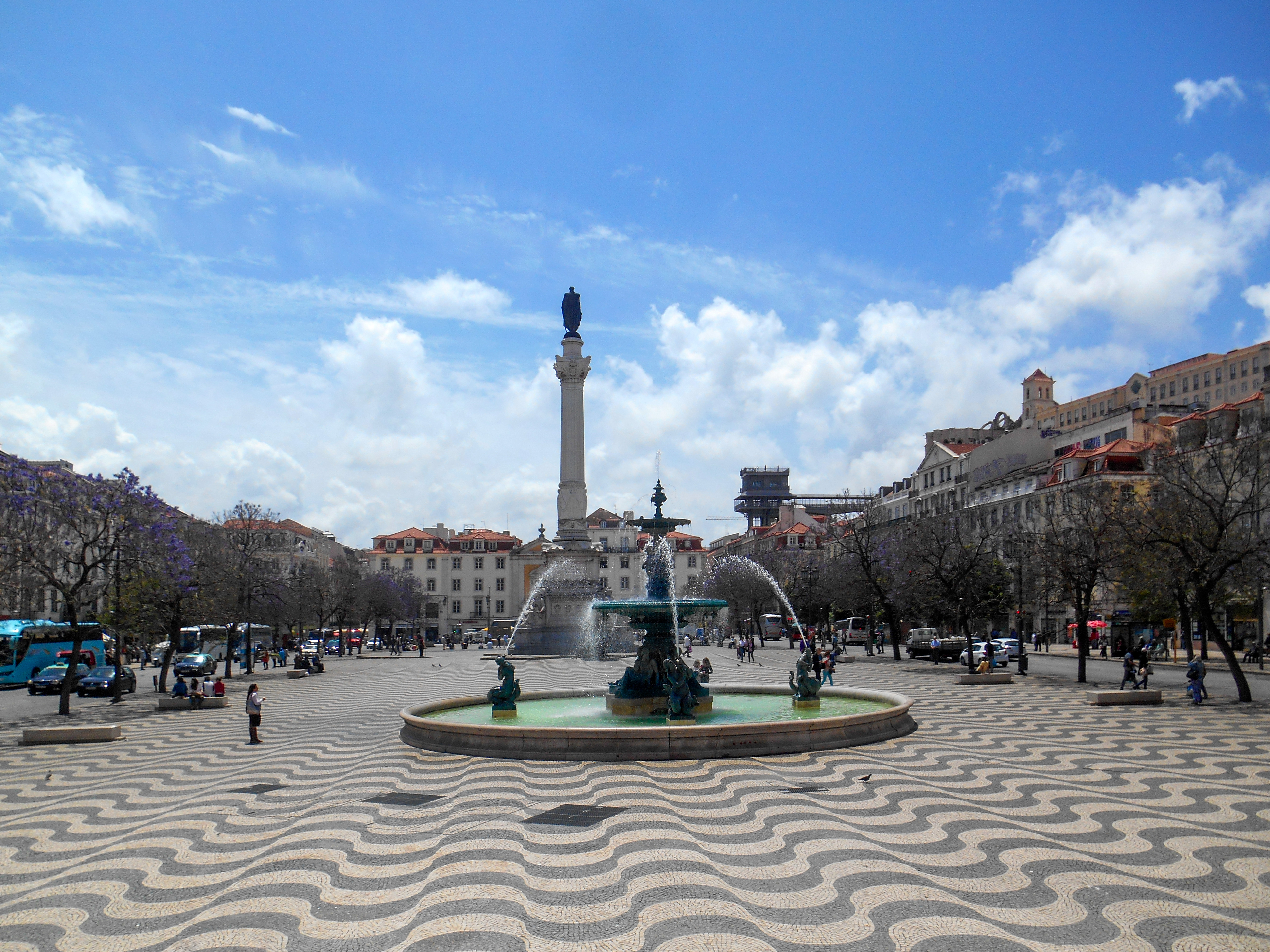
Lisbonne
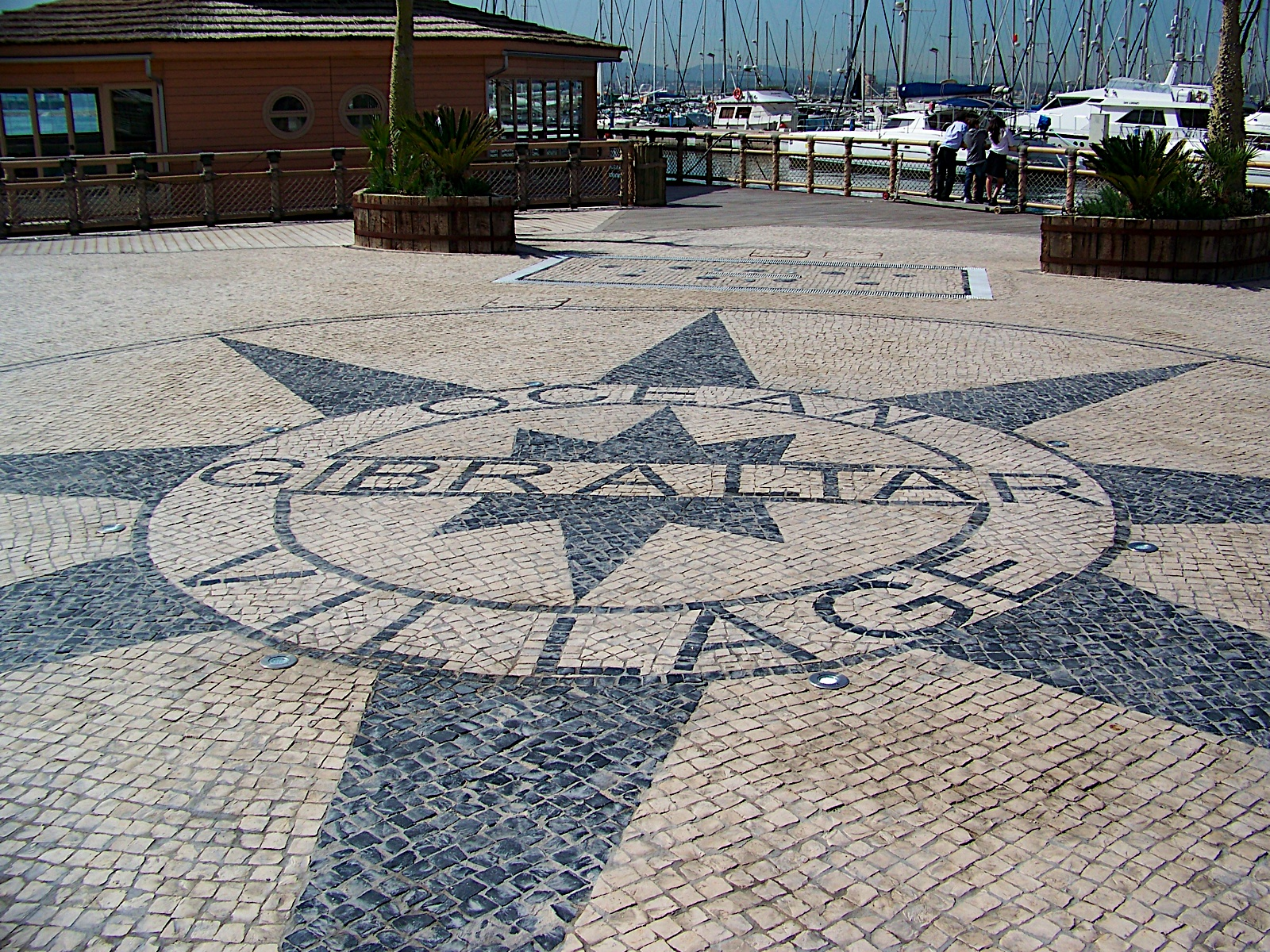
Trottoir à Ocean Village, Gibraltar
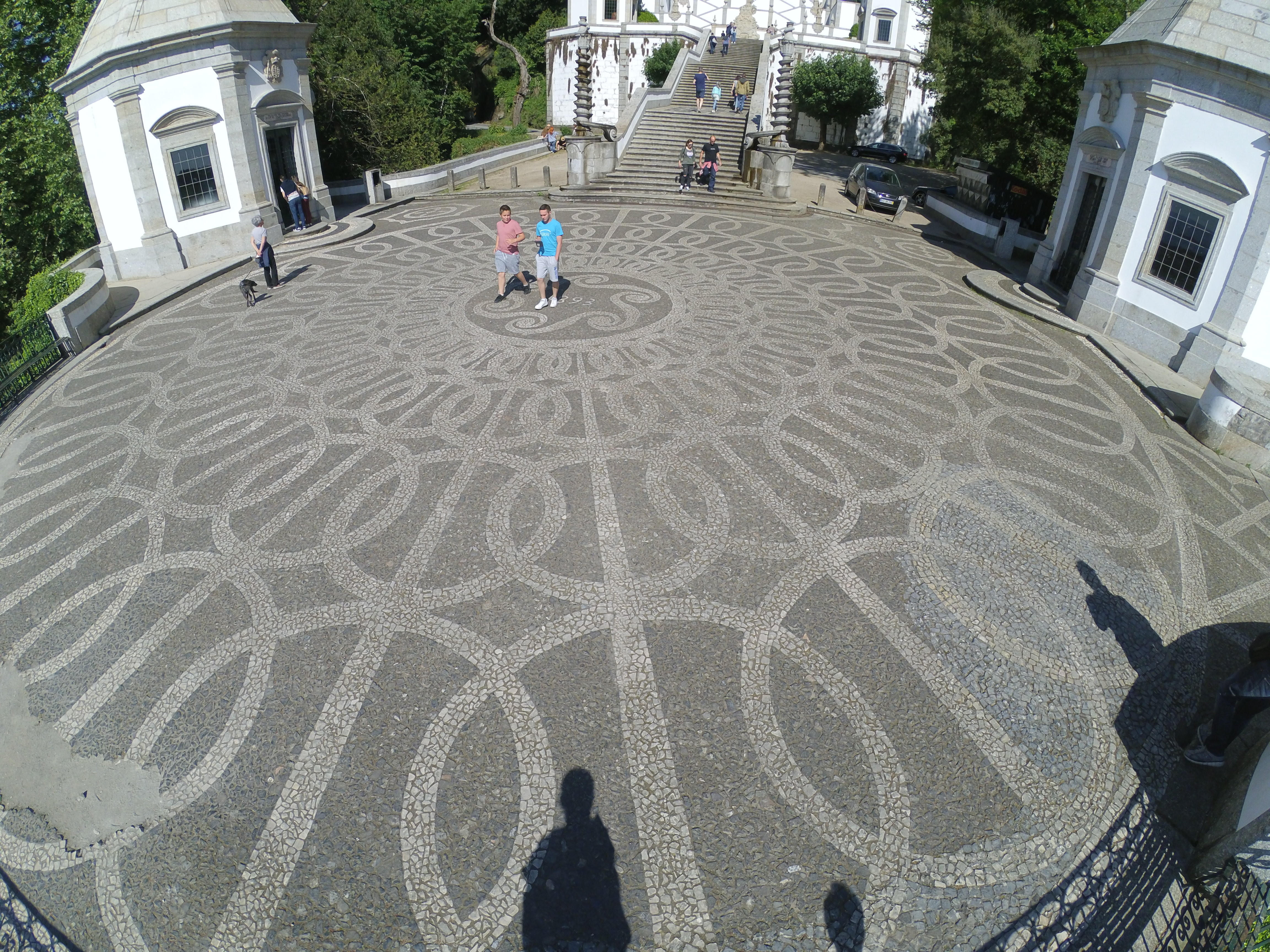
Bom Jesus, Braga, Portugal
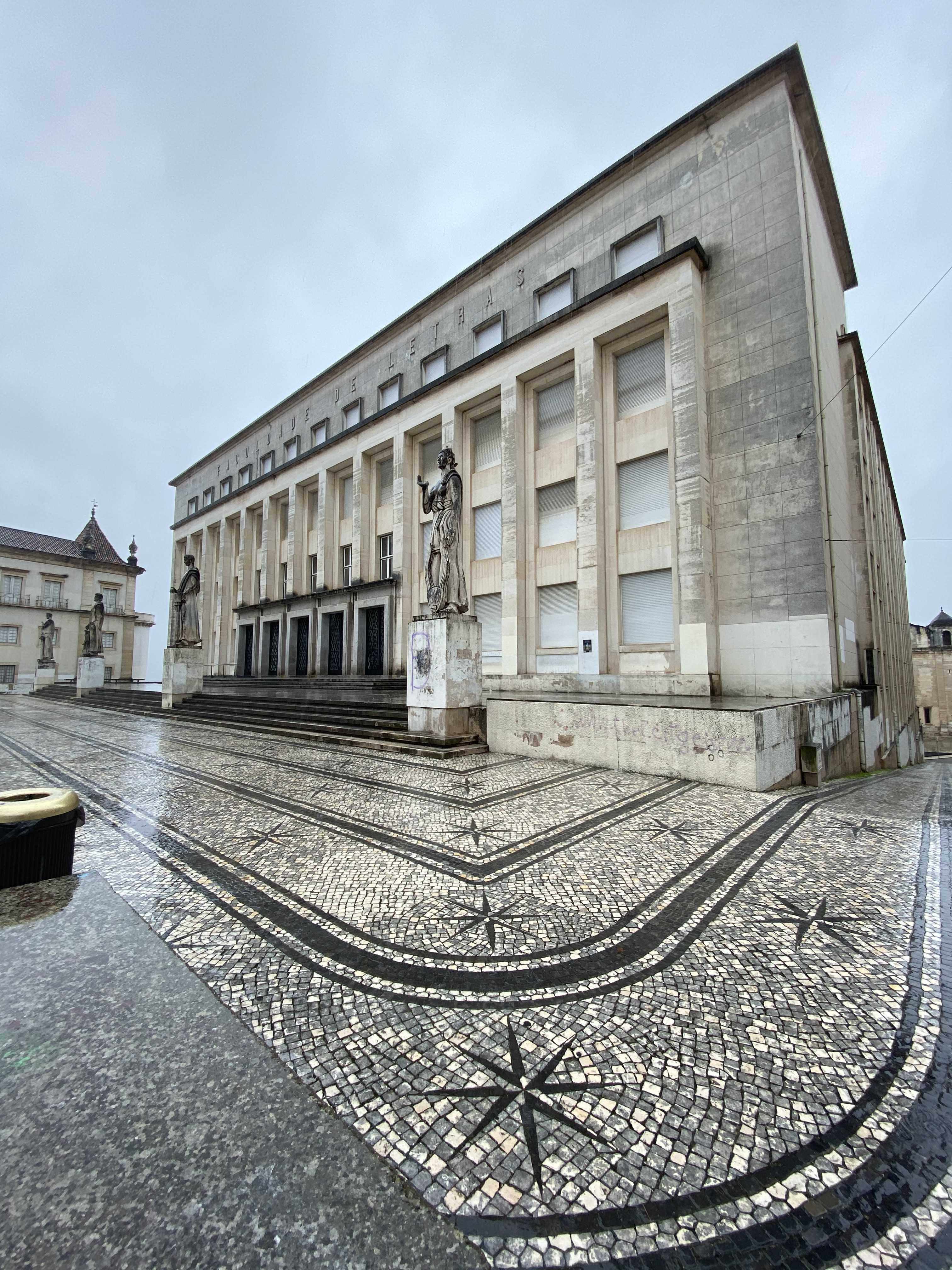
Université de Coimbra
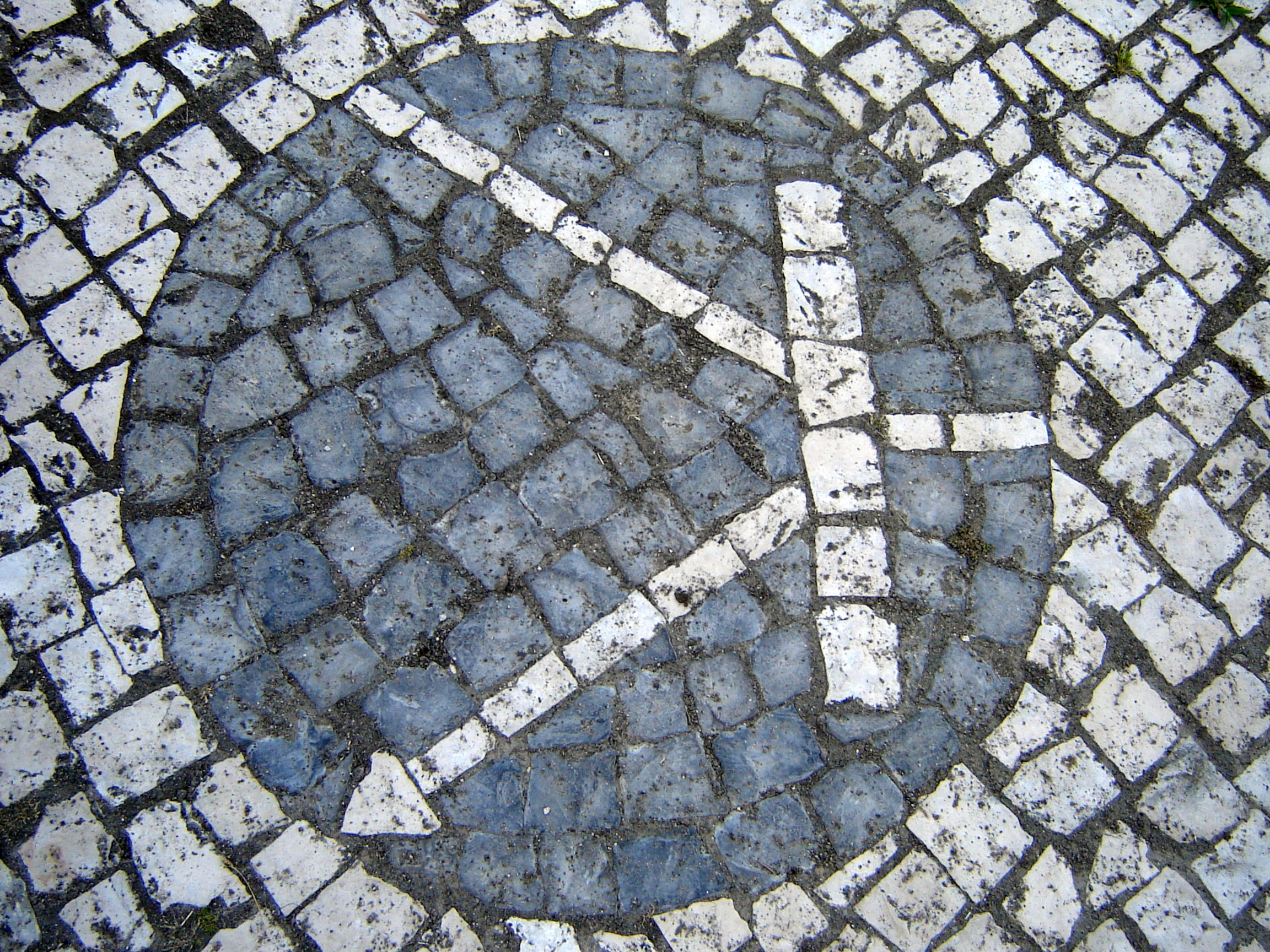
Symbole de transistor à l'Université d'Aveiro
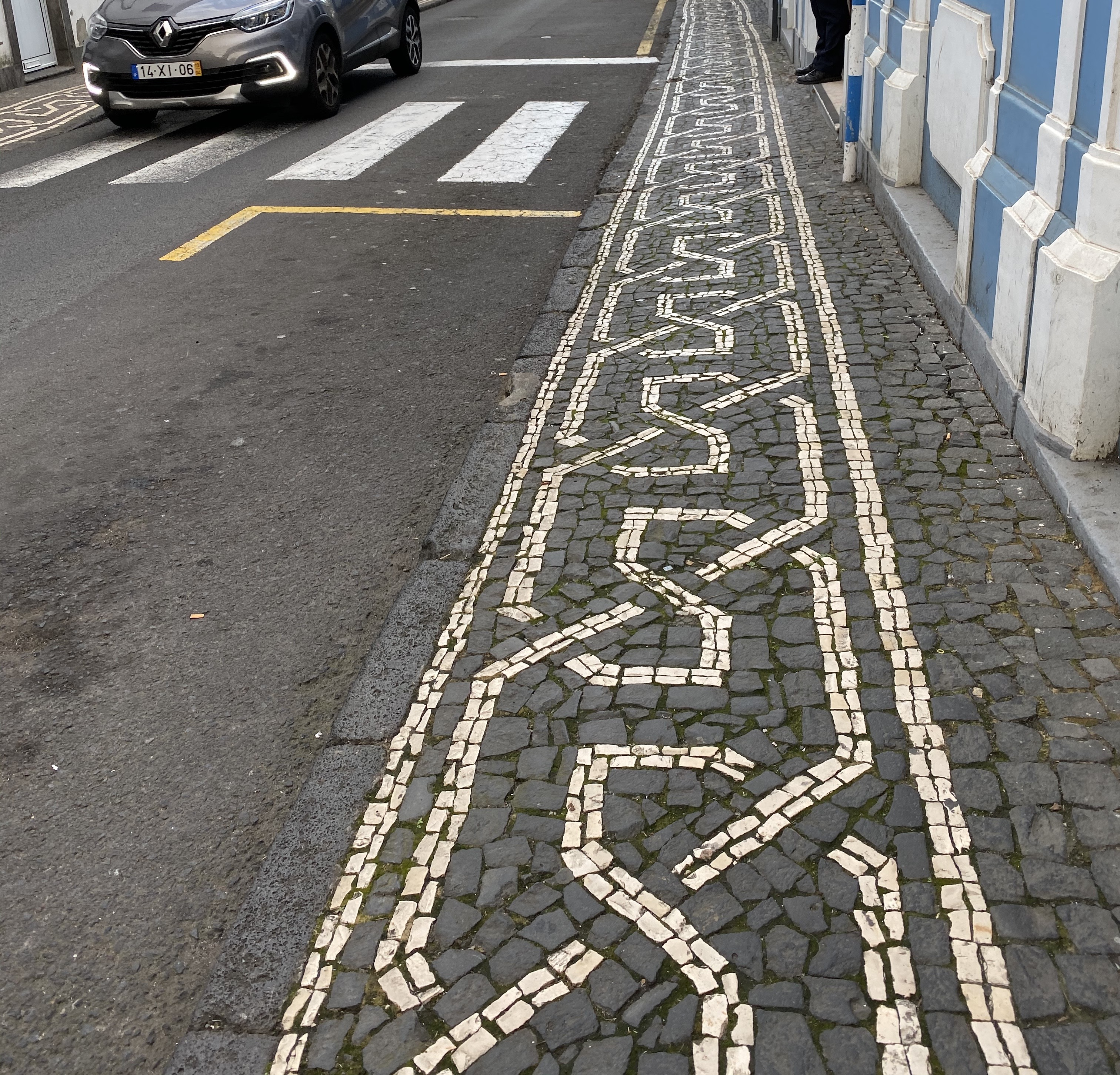
Un trottoir à Ponta Delgada, Açores Portugal
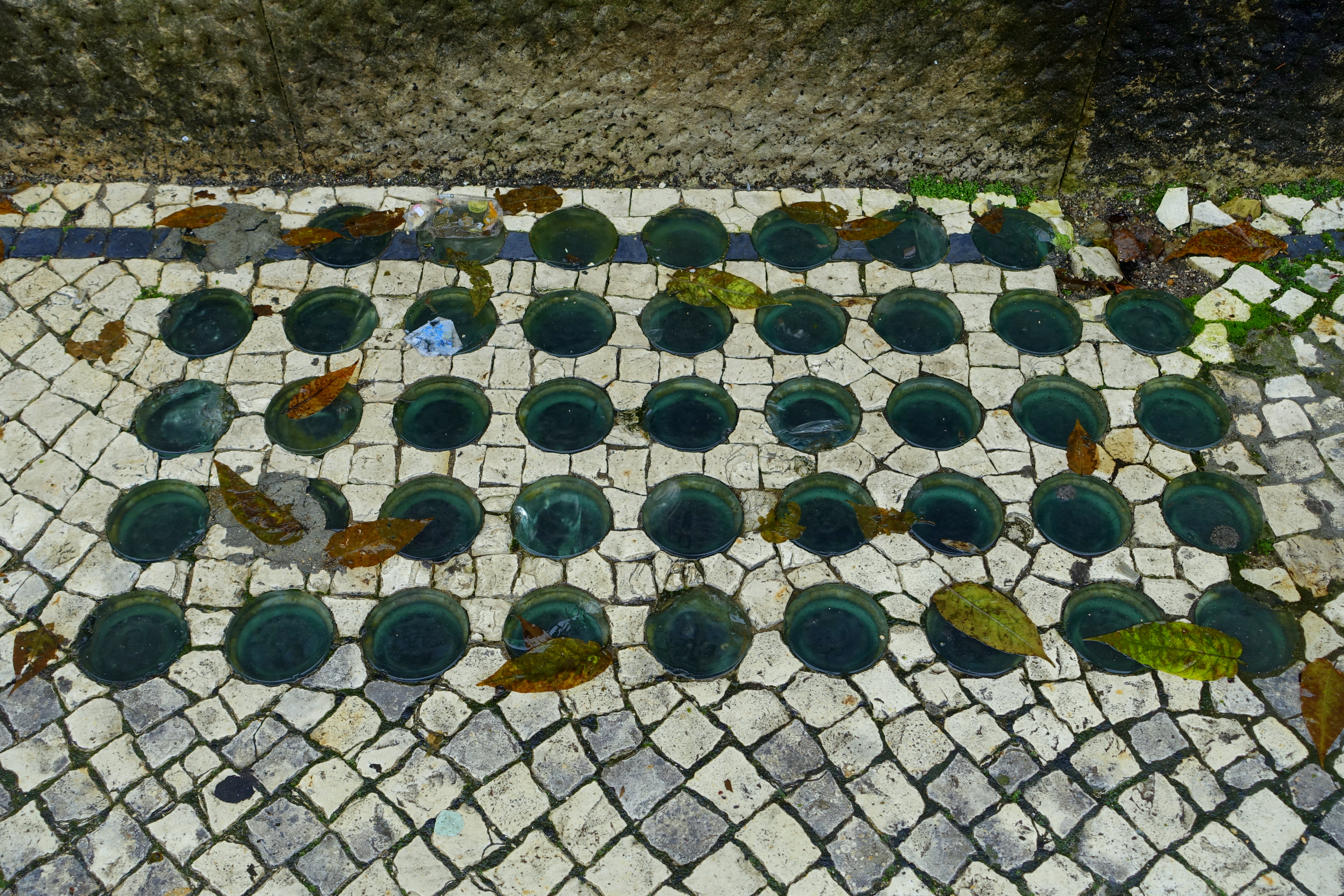
Chaussée portugaise intégrant des prismes de trottoir (en)
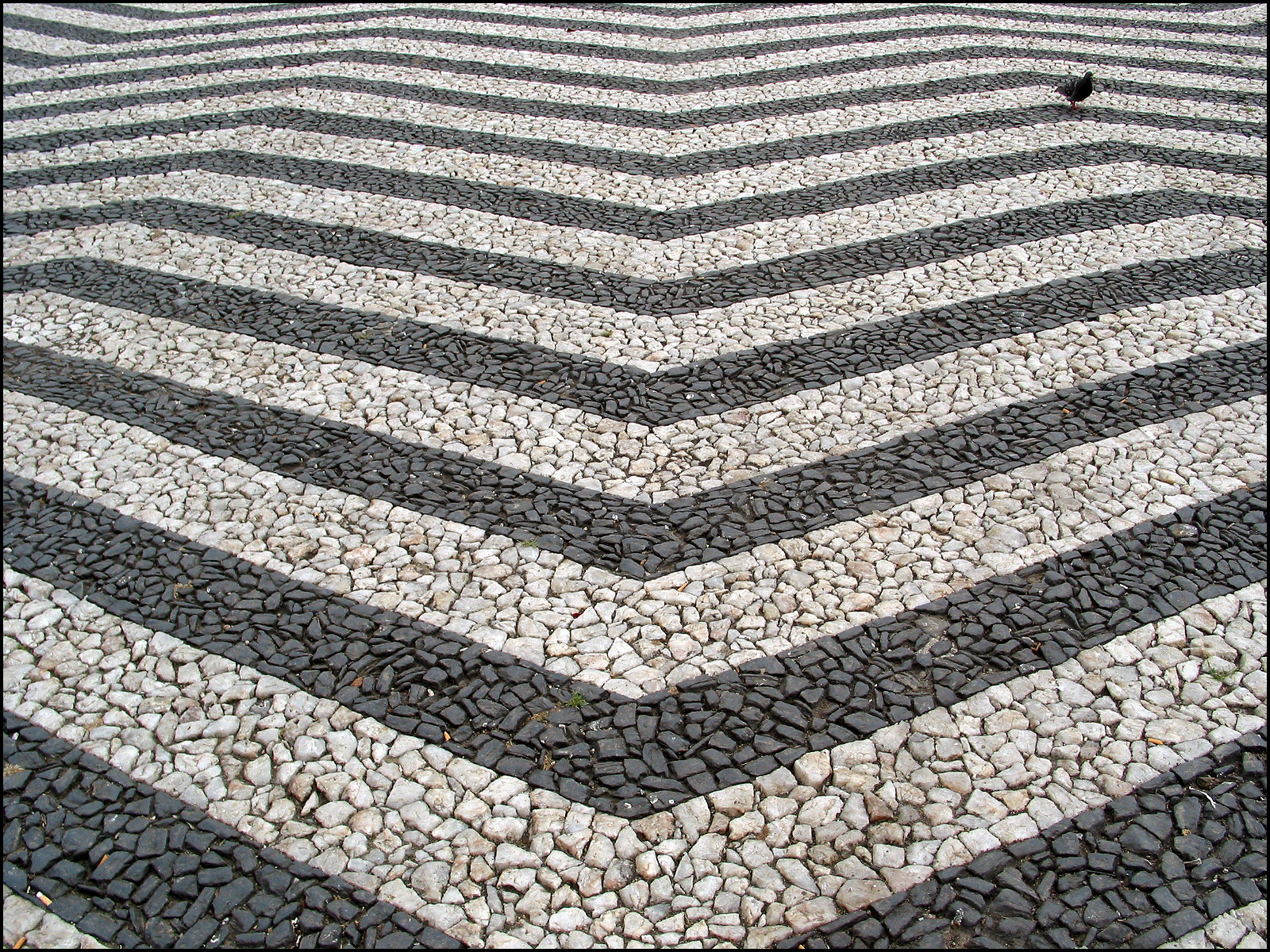
Chaussée portugaise à Guimarães
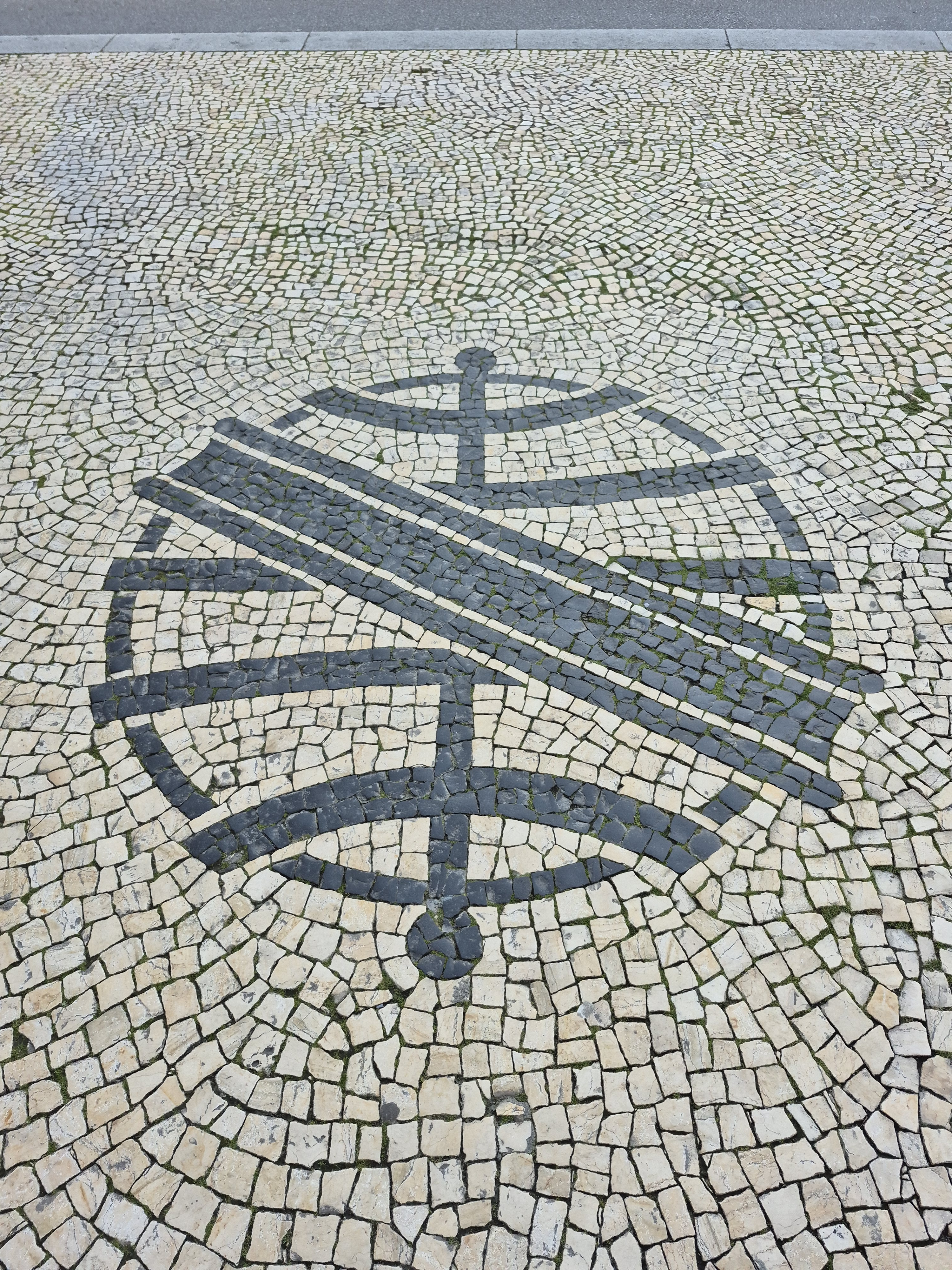
Chaussée portugaise à Porto
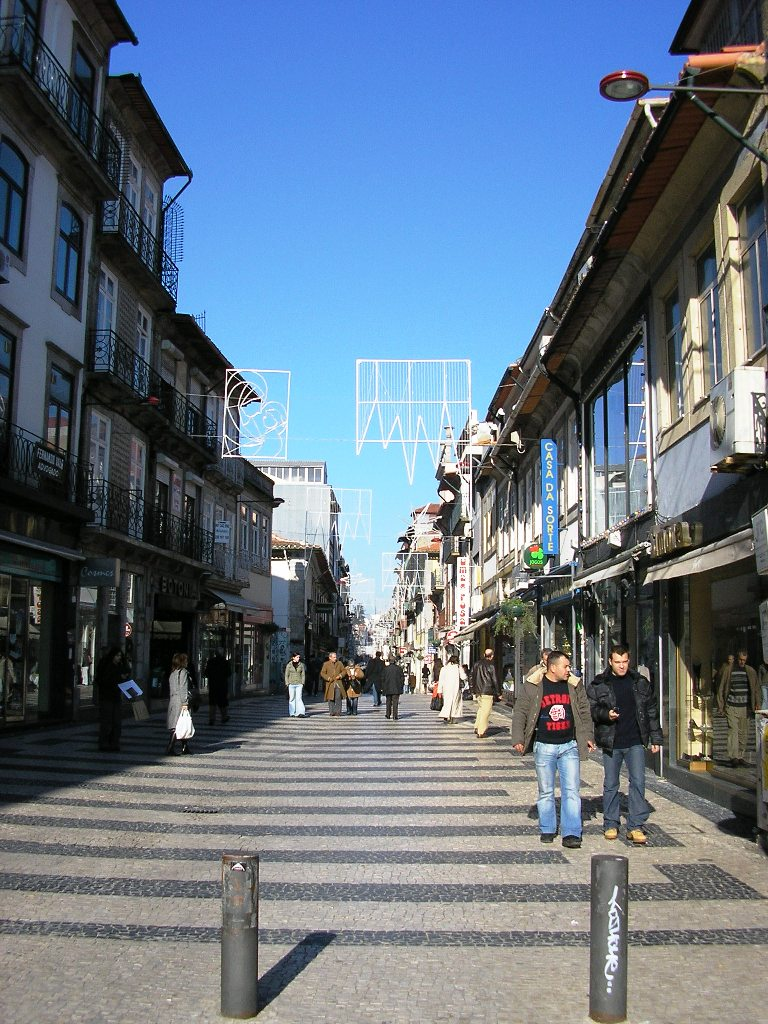
Rue Cedofeita, Porto
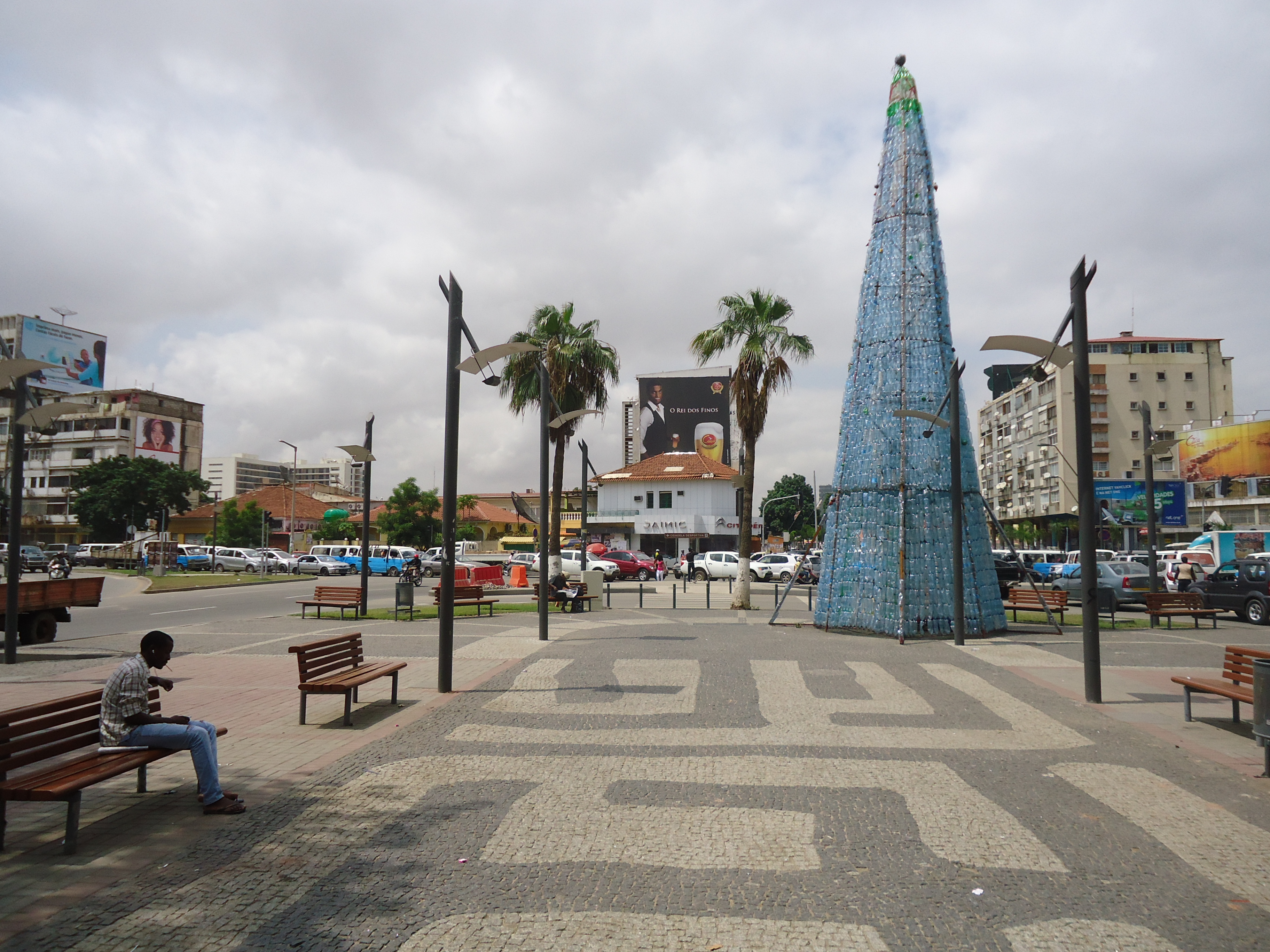
Avenida de Don João II, Luanda, Angola
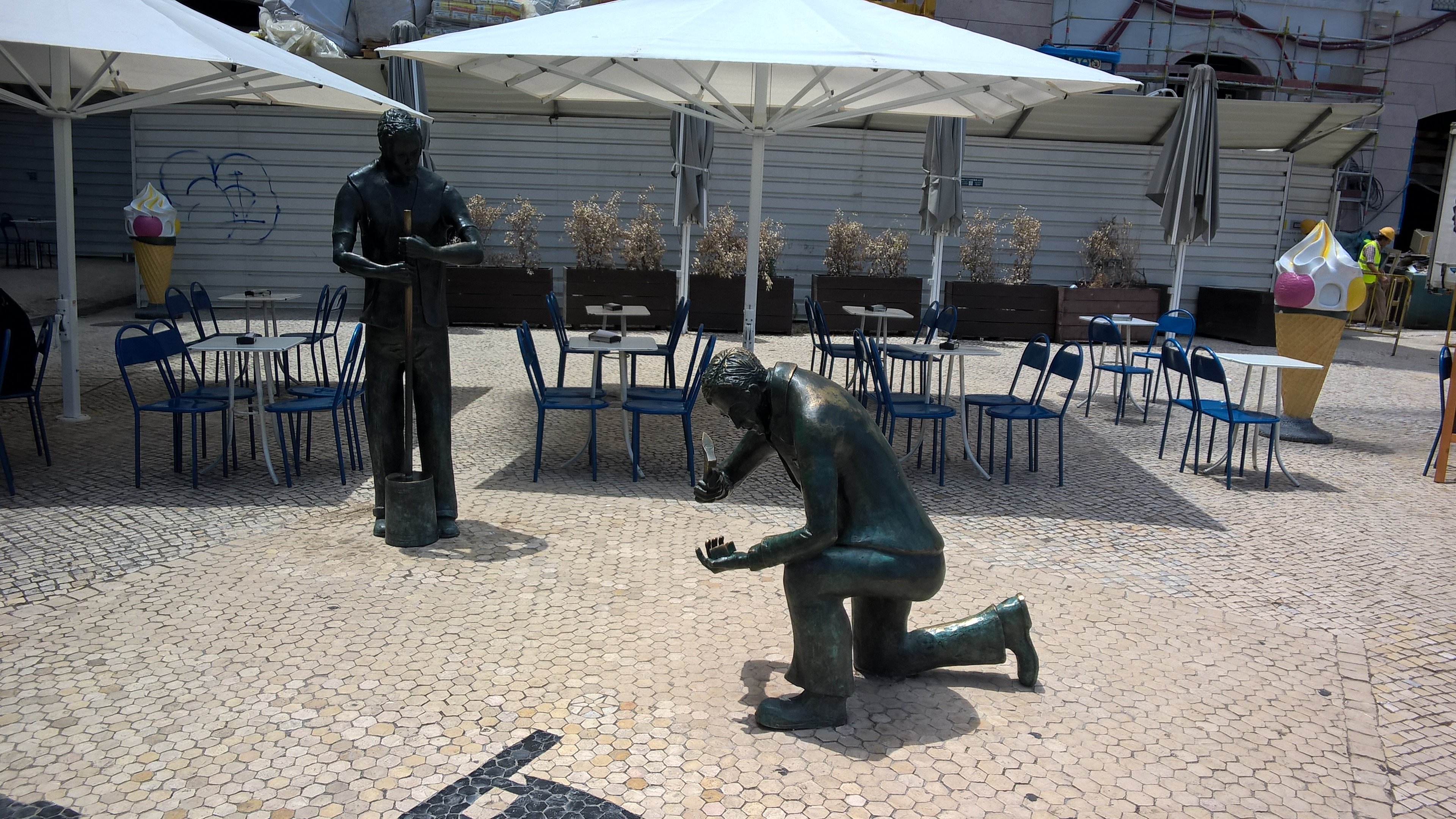
Hommage aux calceteiros, du sculpteur Sérgio Stichini devant l'prismes de trottoir (en), Baixa, Lisbonne
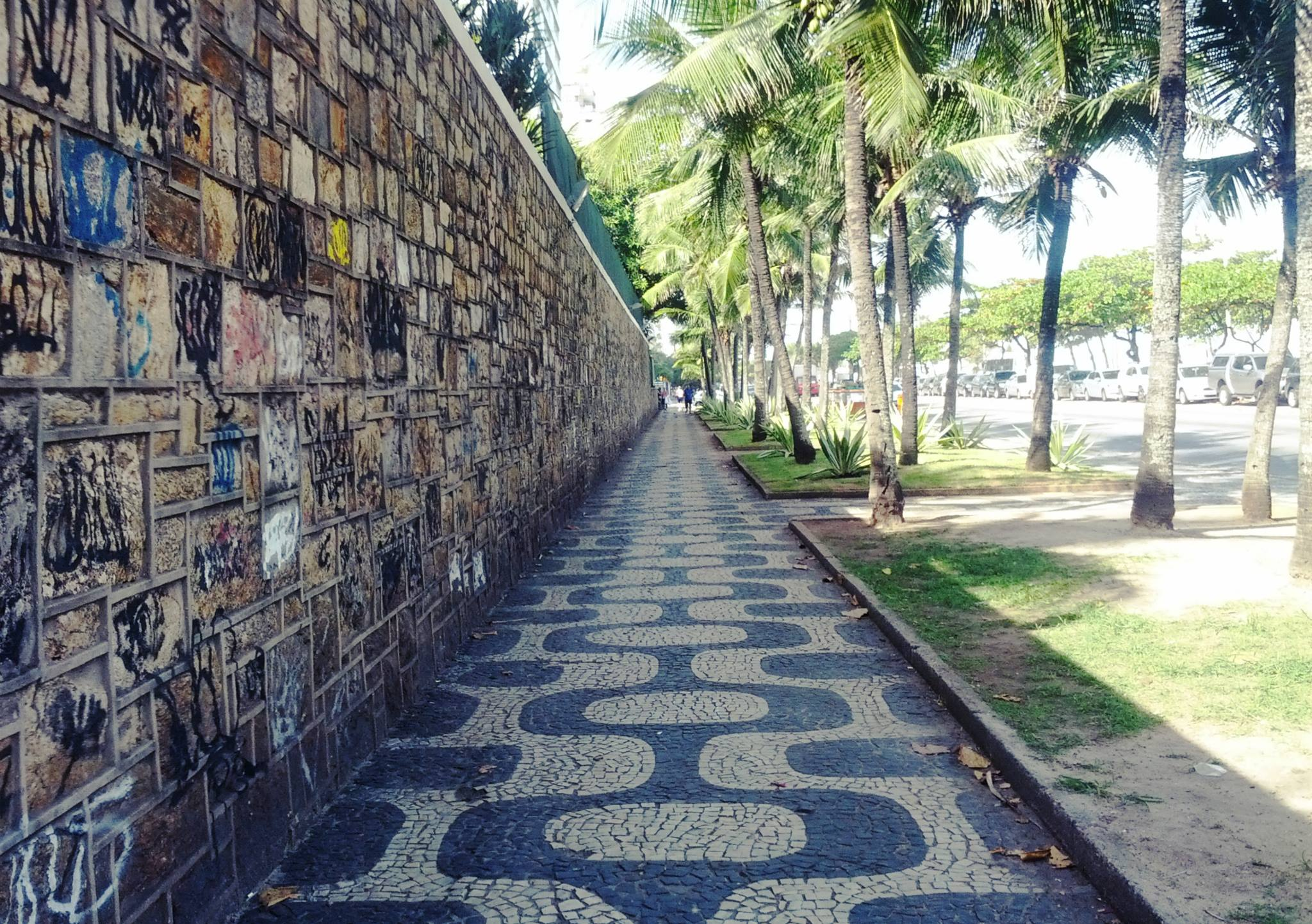
Calçada à Ipanema
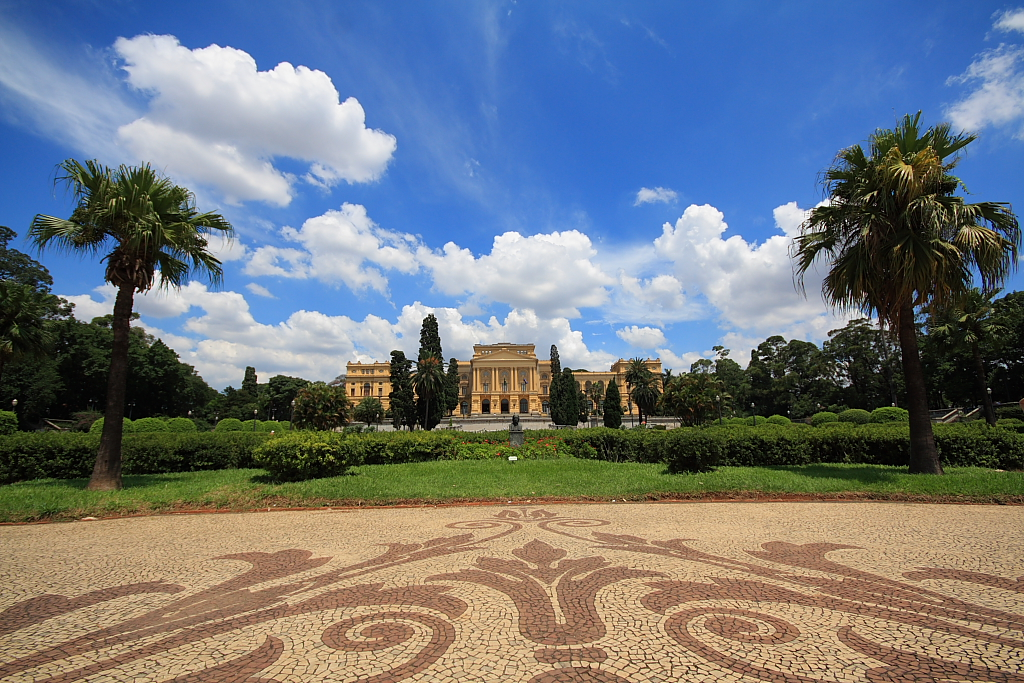
Museu do Ipiranga, São Paulo
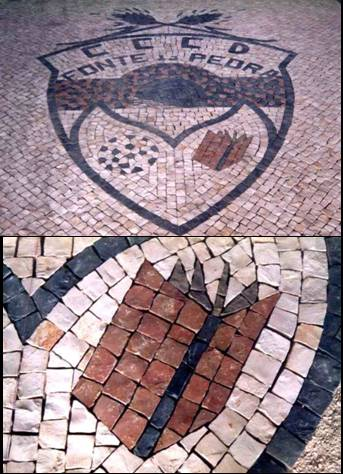
Chaussée portugaise de l'association CCCD à Fonte da Pedra, dans la municipalité de Santarém, Portugal.
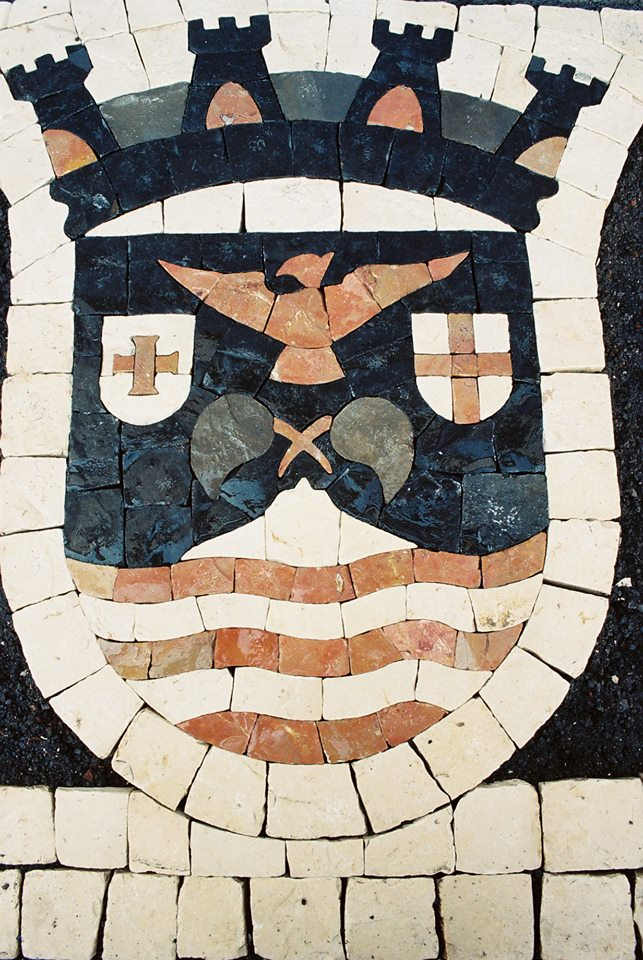
Armoiries de Calheta, Açores
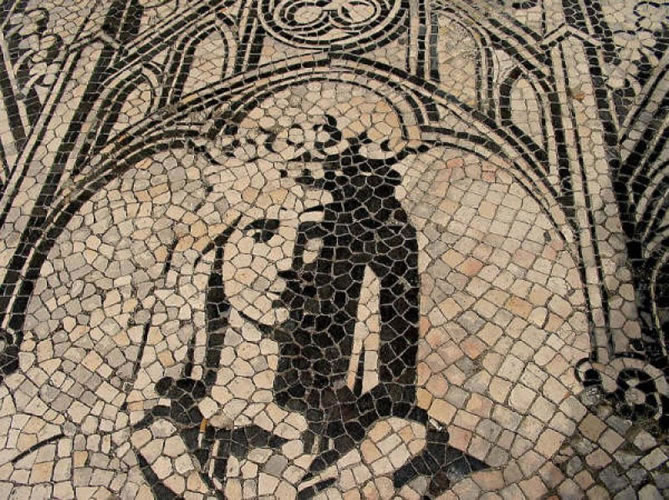
Sceau de l'Université de Coimbra
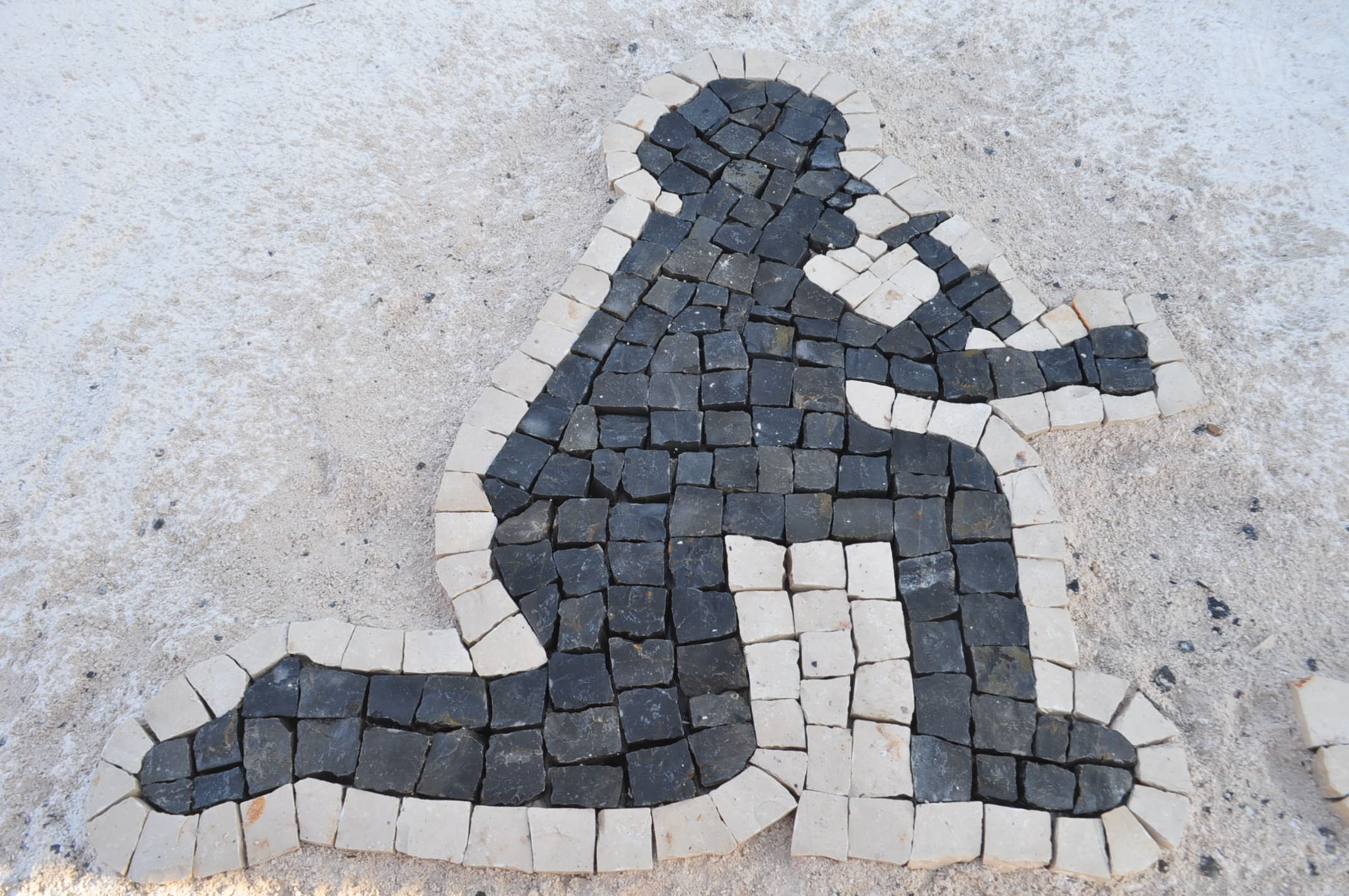
Calceteiro
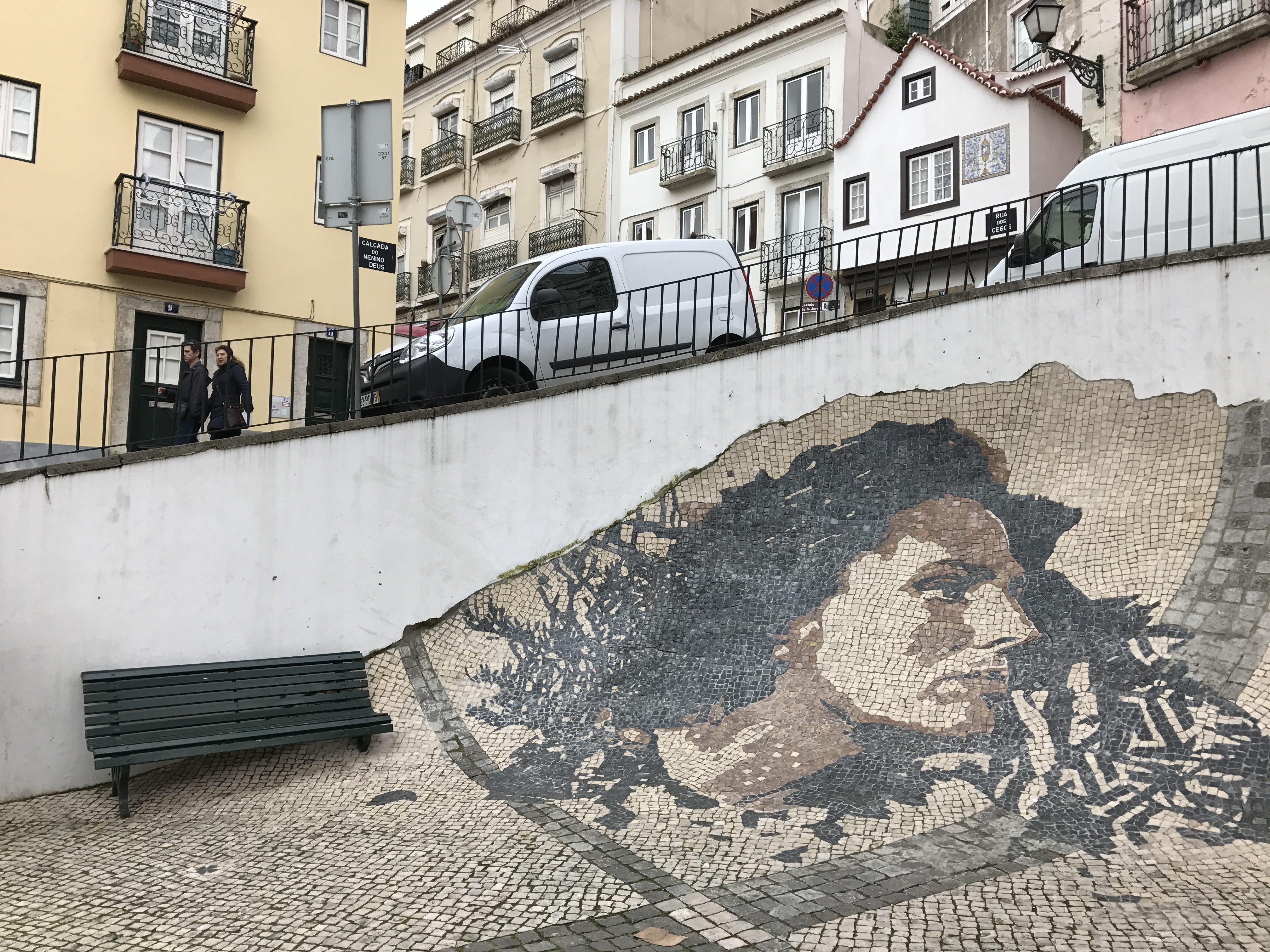
Monument a Amália Rodrigues, Anjos, Lisbonne
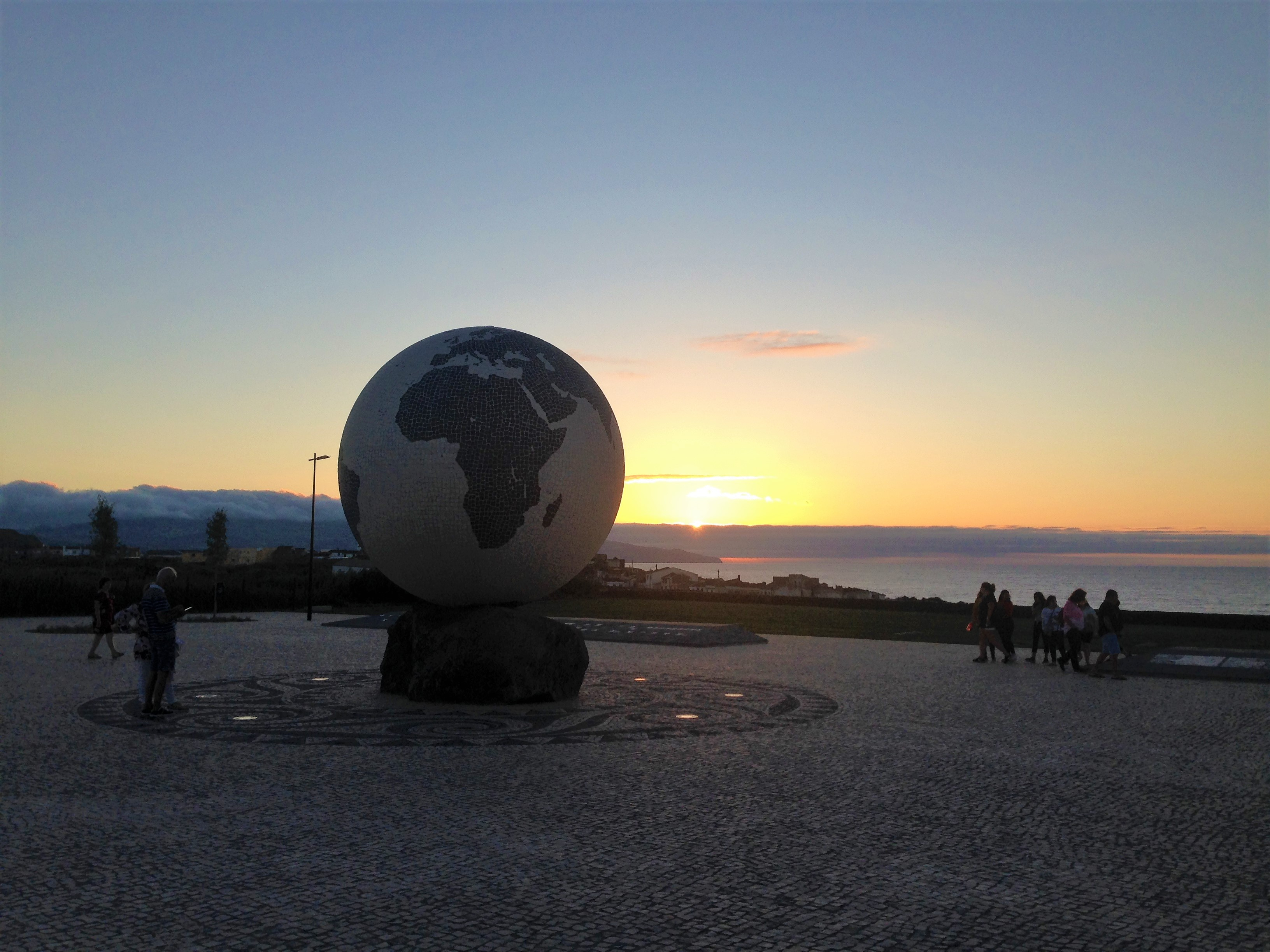
Globe au centre de la place des Émigrants (pt) à Ribeira Grande, Açores